# Käfer
Die Käfer (Coleoptera) sind mit über 380.000 beschriebenen Arten in 179 Familien die weltweit größte Ordnung aus der Klasse der Insekten – noch immer werden jährlich hunderte neue Arten beschrieben. Sie sind auf allen Kontinenten außer in der Antarktis verbreitet; in Mitteleuropa kommen rund 8000 Arten vor, davon etwa 7000 auch in Deutschland. Die bislang ältesten Funde fossiler Käfer stammen aus dem Perm und sind etwa 265 Millionen Jahre alt.
Der Körperbau der Käfer unterscheidet sich von dem anderer Insekten, da die augenscheinliche dreiteilige Gliederung nicht dem Kopf, der Brust und dem Hinterleib entspricht, sondern der zweite Abschnitt nur aus dem Prothorax besteht, von dem auf der Körperoberseite nur der Halsschild sichtbar ist. Die übrigen beiden Abschnitte der Brust bilden mit dem Hinterleib eine Einheit und werden vom sklerotisierten ersten Flügelpaar, den Deckflügeln, überdeckt.
Mit etwa 170 Millimetern Länge ist der Riesenbockkäfer (Titanus giganteus) aus Brasilien die größte Käferart; die Goliathkäfer zählen mit etwa 100 Gramm Gewicht zu den schwersten Insekten überhaupt. In Europa schwankt die Größe der Käfer zwischen ungefähr 0,5 und 75 Millimetern, der größte mitteleuropäische Käfer ist der Hirschkäfer (Lucanus cervus).

## Etymologie
Das Wort Käfer hat germanische Sprachwurzeln. Bereits im 9. Jahrhundert findet sich das Wort cheuur, im 10. Jahrhundert chefuar, ein Jahrhundert später finden sich die Ausdrücke cheuove, cheuer und keuir. Sie bezeichneten jedoch nicht Käfer, sondern Heuschrecken. Aus dem 13. Jahrhundert ist das Wort kever belegt, wortverwandt mit Kiefer. Beide Wörter sind von einer Wortwurzel mit der Bedeutung „kauen, nagen“ abgeleitet. Erst in den folgenden Jahrhunderten vollzog sich der Bedeutungswandel des Wortes kefer von „Heuschreckenlarve“ zu „Käfer“. Für die Käfer wurde von den Germanen auch das Wort webila benutzt. Im 11. Jahrhundert taucht das Wort wibil, im darauffolgenden Jahrhundert wibel auf, was im Englischen in der Form weevil als Bezeichnung für die Rüsselkäfer sowie in mundartlichen Benennungen wie Perdswievel für Rosskäfer weiterlebt. Schon früh findet man Unterscheidungen wie scaernwifel und tordwifel für Mistkäfer, und im 15. Jahrhundert werden bereits verschiedene Käferfamilien sprachlich unterschieden.
Die wissenschaftliche Bezeichnung Coleoptera kommt aus dem Altgriechischen. Mit κολεός koleós wurde die lederne Hülle bezeichnet, in die das Schwert gesteckt wurde, und mit πτερόν pterón der Flügel. Die ledrig anmutenden Deckflügel der Käfer, welche die Hinterflügel teilweise umhüllen, führten zu der Namensgebung.

## Merkmale der Käfer

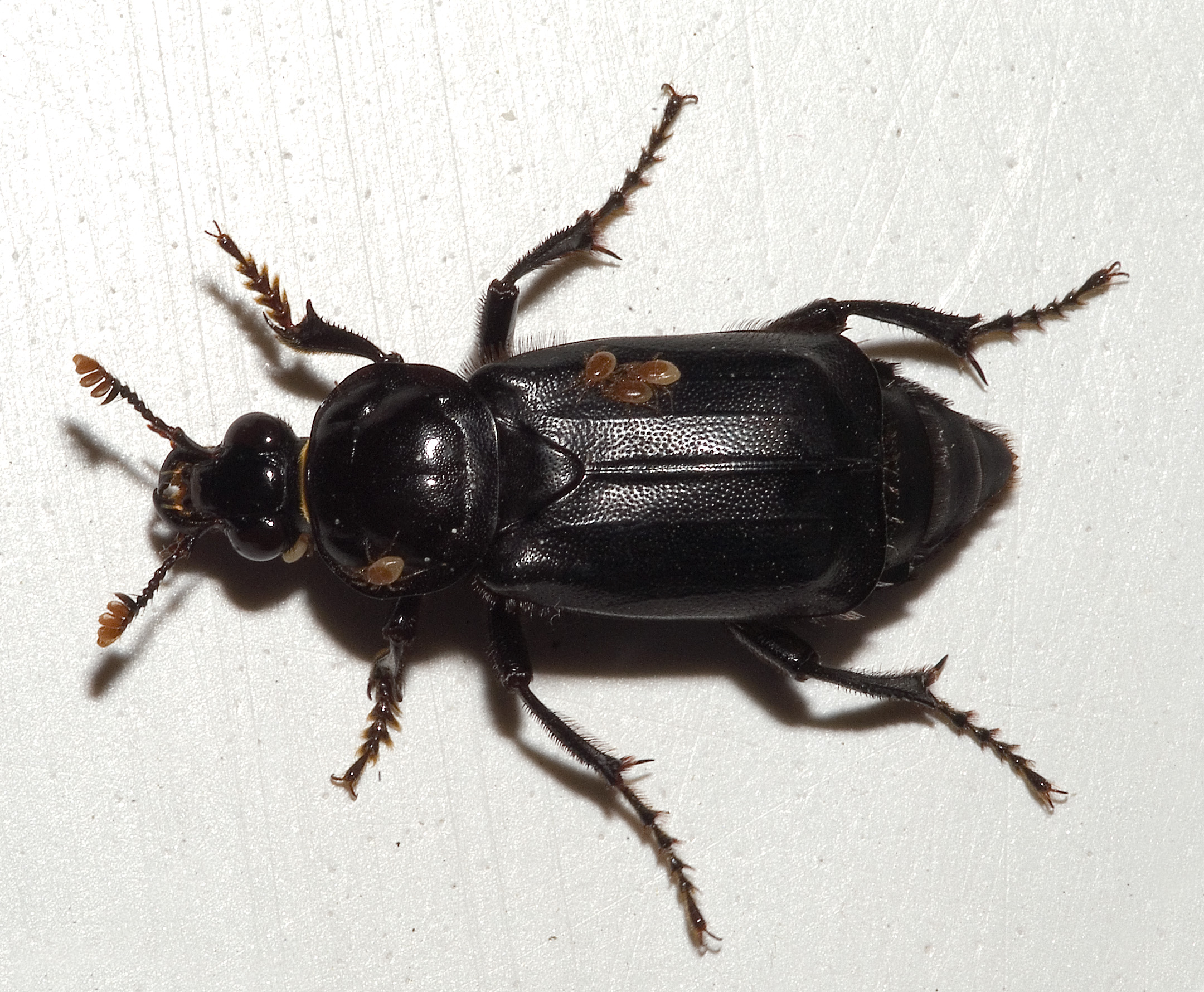
Die Dreiteilung des Körpers ist beim Schwarzen Totengräber gut zu erkennen

Die Körperform der Imagines ist sehr vielfältig und variiert von sehr langen und schlanken bis zu gedrungenen, kurzen Arten. Es gibt dabei sehr flache bis stark kugelig geformte Körper. Die Körperform stellt eine Anpassung an die Lebensweise der jeweiligen Art dar. So sind Käfer, die unter loser Rinde leben, immer flach; im Wasser lebende Arten, insbesondere schnelle Schwimmer, haben eine Stromlinienform; kletternde Käfer, deren Fluchtverhalten darin besteht, sich bei Gefahr fallen zu lassen, sind kugelig. Die Strukturierung der Körperoberflächen ist ebenfalls sehr unterschiedlich. Die Bandbreite reicht von glatten und glänzenden bis hin zu stark strukturierten Oberflächen mit Runzeln, Gruben, Rillen und Höckern. Ein entscheidender Evolutionsfaktor für die Ausbildung der Körperform ist, insbesondere bei bizarr geformten Arten, die Funktion der Tarnung vor Fressfeinden.
Der Körperbau der Käfer folgt dem grundsätzlichen Bau der Insekten. Der Körper besteht aus drei Abschnitten: Kopf (Caput), Brust (Thorax) und Hinterleib (Abdomen). Die sichtbare Gliederung entspricht bei den Käfern aber nicht Kopf, Brust und Hinterleib. Der zweite sichtbare Abschnitt besteht nur aus dem ersten Segment der Brust, das zweite und dritte Segment bilden mit dem Hinterleib eine Einheit, die von den Deckflügeln (Elytren) überdeckt ist. Die Elytren sind das erste, stark sklerotisierte Flügelpaar, das das zweite Flügelpaar schützt. Bauchseits ragen die hinteren Teile der Brust über die ersten Hinterleibssegmente hinaus, so dass auch hier das zweite und dritte Brustsegment zusammen mit dem Hinterleib eine optische Einheit bildet. Käfer haben, bis auf wenige Ausnahmen, ein stark sklerotisiertes Außenskelett unter Beteiligung von Chitin. Als Extremitäten besitzen sie wie alle Insekten sechs Beine und zwei, bei den einzelnen Arten allerdings sehr unterschiedlich gestaltete, Fühler. Käfer gehören zu den Insekten mit kauenden Mundwerkzeugen. Wie alle Insekten haben sie ein Strickleiternervensystem, das jedoch dahingehend abgewandelt ist, dass sich im Hinterleib keine Ganglien mehr befinden. Das Blutgefäßsystem ist offen und besitzt ein Röhrenherz. Der einfache Verdauungstrakt mit den Malpighischen Gefäßen und das Tracheensystem für die Atmung entsprechen ebenfalls dem allgemeinen Bauplan der Insekten. Es gibt aber wegen der durch die lange Evolutionszeit bedingten Vielfalt der Käfer in fast allen Bereichen der Käferanatomie Abweichungen von diesem Grundbauplan.

### Körpergröße
Die Körpergröße der Käfer ist durch die Tatsache nach oben begrenzt, dass die Luft durch das Tracheensystem zu den Organen transportiert werden muss. Die größten Käfer sind deswegen träge. Nach unten ist die Körpergröße lediglich dadurch beschränkt, dass der komplexe Körperbau noch verwirklicht werden kann. Die Arten der Zwergkäfer (Ptiliidae) und Punktkäfer (Clambidae) zählen zu den kleinsten Käfern und zu den kleinsten Insekten überhaupt; es gibt Arten, die weniger als 0,5 Millimeter lang werden. Feuerkäfer (Pyrochroidae) und Ölkäfer (Meloidae) sind Familien mit durchschnittlich sehr großen Arten. Die größten Arten weltweit zählen aber zu den Bockkäfern (Cerambycidae) und Rosenkäfern (Cetoniinae). Innerhalb dieser Familien kommt es aber zu großen Längenunterschieden; der kleinste Bockkäfer wird nur etwa drei Millimeter lang, mit etwa 170 Millimetern Länge ist dagegen der Riesenbockkäfer (Titanus giganteus) die größte bekannte Käferart überhaupt. Auch die Körpergröße bei Vertretern einer Art kann beträchtlich schwanken, so variiert die Körperlänge des Moschusbocks zwischen 13 und 34 Millimetern. Da die Imagines nicht mehr wachsen können, sind solche Größenunterschiede allein auf unterschiedlich günstige Lebensbedingungen während der Larvenstadien zurückzuführen. Auch zwischen den Geschlechtern derselben Art bestehen manchmal, aber eher selten erhebliche Größenunterschiede. Auffallend größere Männchen gibt es zum Beispiel bei den Hirschkäfern, bei denen die Männchen Revierkämpfe durchführen. Meistens ist allerdings das Weibchen das größere Geschlecht.

### Färbung

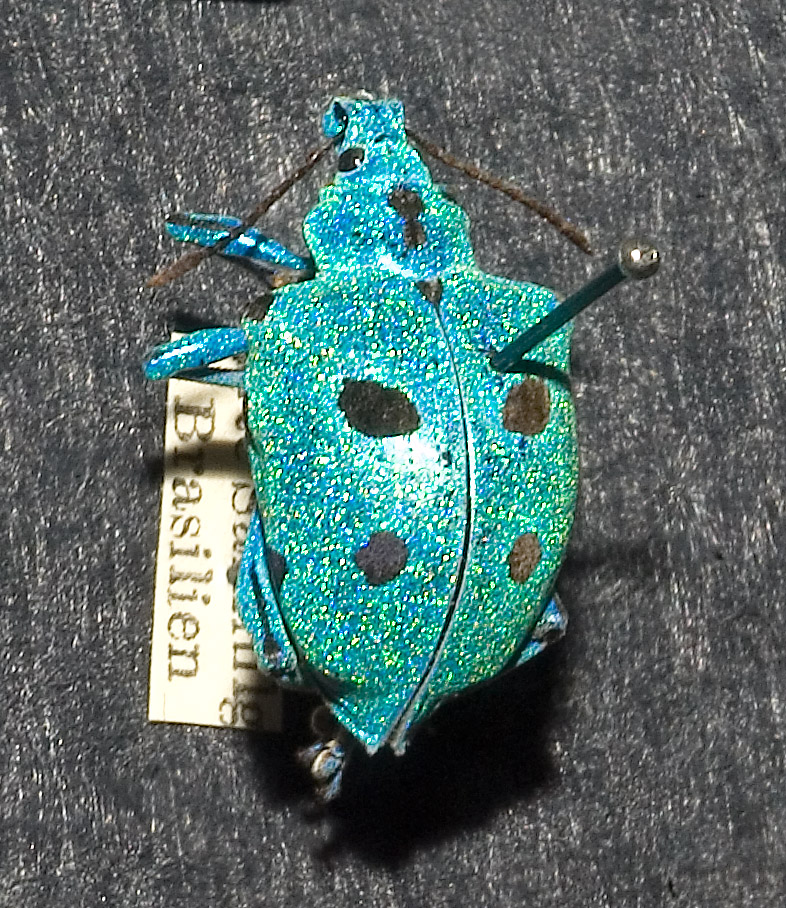
Polyteles coelestina aus Südamerika

Die Färbung der Käfer ist ebenso vielfältig wie ihre Körperform. Die meisten Käfer sind zwar dunkel oder in Brauntönen gefärbt; es gibt aber zahlreiche Arten mit gemusterten, kräftig leuchtenden oder metallisch glänzenden Körpern. Die Färbung wird durch Pigmentierung oder durch Strukturfarben verursacht.
Die in der Regel metallisch glänzende Farbe wird durch physikalische Phänomene wie beispielsweise Interferenz oder Streuung hervorgerufen. Dies tritt häufig bei dünnschichtigen Strukturen wie beispielsweise Haaren (Setae) oder Schuppen auf oder auch bei spezieller Schichtung der Lagen aus parallelen Chitinfasern. Dabei überdeckt die Färbung der Haare und Schuppen oft die Grundfarbe. Muster können zustande kommen, indem in unbehaarten oder unbeschuppten Bereichen die Grundfarbe hervortritt. Oft sehen deswegen auch ältere Tiere, bei denen die Behaarung verschwunden ist, anders aus als frisch aus der Puppe geschlüpfte Tiere. Gleichzeitig sind frisch geschlüpfte Käfer aber in der Regel in den ersten Stunden noch nicht voll ausgefärbt. Bei vielen Arten sind Männchen und Weibchen unterschiedlich gefärbt (Sexualdichromatismus).
Bei manchen Käferarten ist eine auffallende Konstanz der Zeichnung erkennbar, bei anderen dagegen eine starke Variabilität. Bei den Marienkäfern (Coccinellidae) gibt es beispielsweise Arten, die hunderte verschiedene Muster- und Farbvarianten hervorbringen. Diese Tiere wurden früher, wenn sie nicht sogar als eigene Arten behandelt wurden, mit eigenen Aberrationsnamen belegt und so in den Stand von systematischen Gruppierungen versetzt. Diese Annahmen sind aber mittlerweile wissenschaftlich überholt; die meisten derartigen Bezeichnungen sind heute nicht mehr in Verwendung. Als anderes Extrem sind beispielsweise bei der Gattung Trichodes aus der Familie der Buntkäfer oder bei der Gattung Clytus aus der Familie der Bockkäfer die Muster bei den verschiedenen Arten nahezu gleich. Die Färbung der Tiere ist oft auch ein wichtiges Merkmal für ihre Tarnung und Verteidigung (siehe Tarnung und Verteidigung weiter unten).

### Kopf
Der Kopf ist das Zentrum des Nervensystems der Tiere. Er enthält die beiden wichtigsten Konzentrationen an Nervenzellen, das Oberschlundganglion und das Unterschlundganglion, die zusammen als Gehirn bezeichnet werden. Außerdem liegen auch viele Sinnesorgane im Kopf, wenn auch nicht alle. Die wichtigsten Teile sind Facettenaugen, Fühler und Mundwerkzeuge. Die Kopfkapsel, die schützend das Gehirn umschließt, besteht aus einem Acron (Kopflappen) und sechs miteinander verwachsenen Segmenten. Der Kopf kann je nach Art sehr unterschiedlich geformt sein. Es gibt runde bis eckige und kurze bis extrem langgestreckte Kopfformen. Bei manchen Arten kann der Kopf durch einen großen Kopfschild nach vorne verlängert sein. Der Kopf wird in mehrere Bereiche unterteilt:
| Bezeichnung       | Position                                        |
| ----------------- | ----------------------------------------------- |
| Stirn (Frons)     | vorderer Bereich                                |
| Schläfe (Tempus)  | zwischen Auge und Kopfhinterrand                |
| Wange (Gena)      | Seite des Kopfes vor den Augen und dem Scheitel |
| Scheitel (Vertex) | Oberseite des Kopfes hinter den Augen           |

#### Mundwerkzeuge

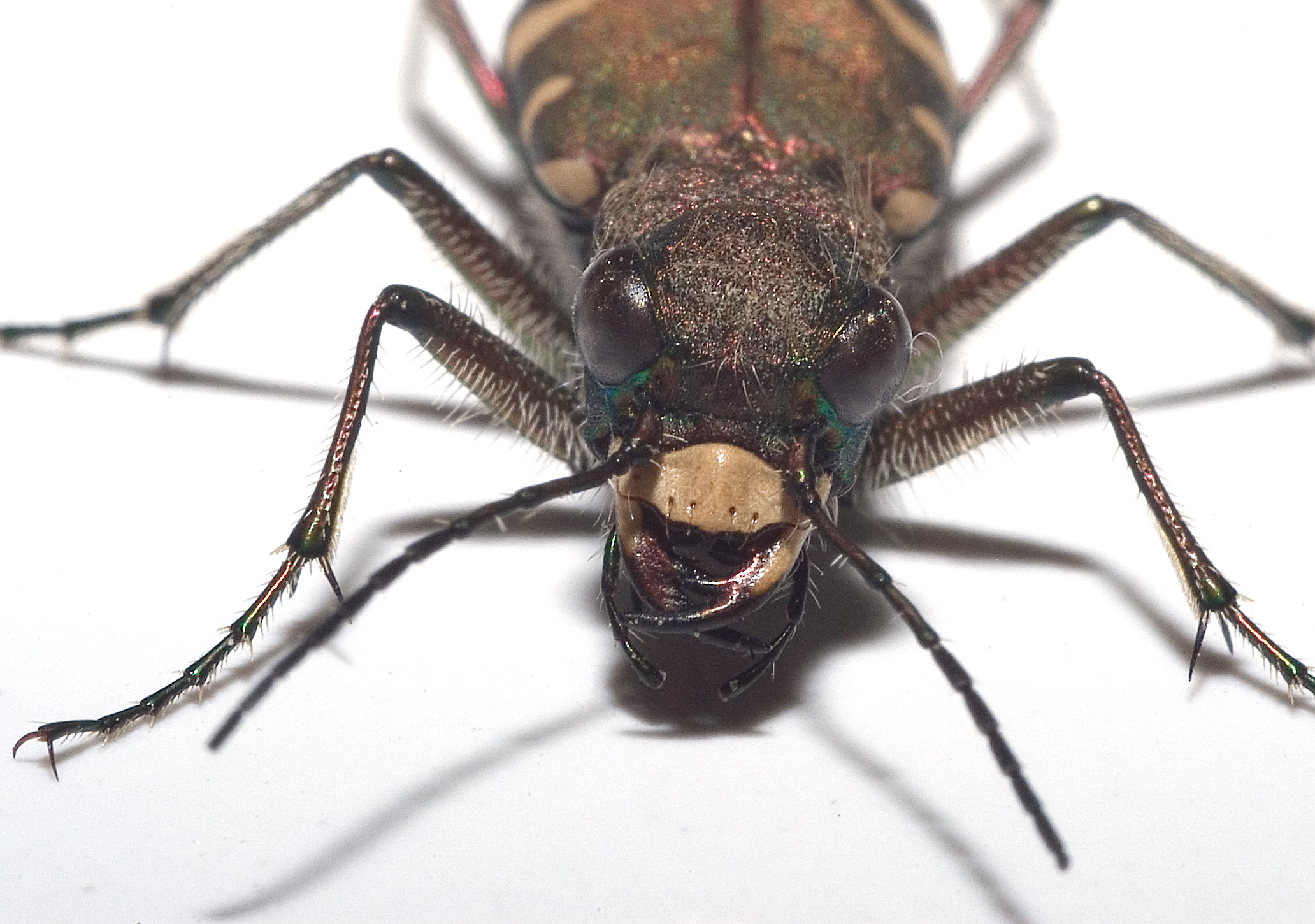
Die kräftigen Mundwerkzeuge des Berg-Sandlaufkäfers

Die Käfer besitzen beißend-kauende Mundwerkzeuge. Diese stellen die ursprünglichste Form der Mundwerkzeuge dar, bei der noch die Verwandtschaft zu den Kopfbeinen der Krebstiere erkennbar ist. Trotzdem zeigen sie eine hohe Spezialisierung auf die jeweilige Ernährungsweise. Sie bestehen aus paarigen Mandibeln (Oberkiefer) und paarigen Maxillen (Unterkiefer) sowie einem unpaaren Labium (Unterlippe). Das Labium besteht aus einem unpaaren Basalstück, das die Funktion der Unterlippe hat. Dann folgt nach oben die unpaare Zunge (Glossa) mit den beiden Nebenzungen (Paraglossae). Nach oben hin werden die Mundwerkzeuge durch das Labrum (Oberlippe), eine unpaare Platte, abgeschlossen. Die Mandibeln sind die wichtigsten Werkzeuge zum Nahrungserwerb. Sie dienen den Pflanzenfressern dazu, Pflanzenteile abzuschneiden und zu zerkleinern; die Räuber können mit ihren spitzen und scharfen Mandibeln ihre Beute packen, festhalten und in fressbare Portionen zerteilen. Einige wenige Arten können ihre Mandibeln nicht zum Nahrungserwerb benutzen. Bei den Männchen der Hirschkäfer zum Beispiel sind sie so stark vergrößert, dass sie als Fresswerkzeuge unbrauchbar sind. Stattdessen sind sie zu Waffen umgebildet, mit denen die um Weibchen rivalisierenden Männchen Kämpfe austragen und mit denen imponiert wird. Sowohl auf den Maxillen als auch auf der Unterlippe sind Taster angeordnet, sogenannte Palpi, auf denen der Geschmackssinn sitzt.

#### Fühler

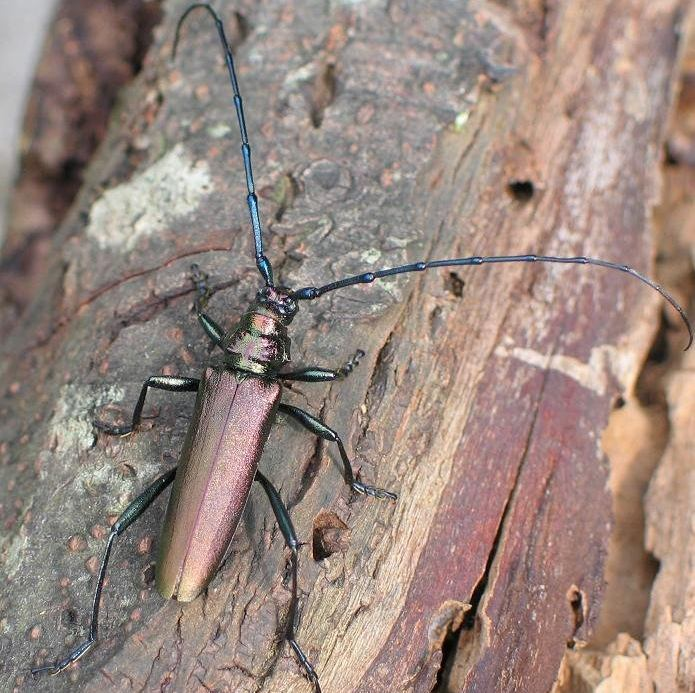
Der Moschusbock besitzt wie viele Bockkäfer sehr lange Fühler

Die Fühler der Käfer entspringen am Kopf. Die Lage ihrer Einlenkungsstelle (zwischen oder vor den Augen, innerhalb oder hinter der Wurzel der Oberkiefer und ähnliches) spielt in den Bestimmungsschlüsseln häufig eine Rolle. Die Fühler sind, wie bei allen Insekten, als Geißelantennen ausgebildet, die nur ein Basal- oder auch Schaftglied mit Muskulatur besitzen, den Scapus. Das darauf folgende Wendeglied, der Pedicellus, ist gemeinsam mit der Geißel gegenüber dem Scapus beweglich. Insgesamt bestehen die Fühler je nach Familie aus fünf bis zwölf Gliedern, überwiegend haben sie aber zehn oder elf Glieder. Sie sind äußerst unterschiedlich geformt. In manchen Familien haben die Männchen anders geformte Fühler (in der Regel größere und längere) als die Weibchen. Als Grundtypen unterscheidet man fadenförmige (etwa bei den Laufkäfern), am Ende gekeulte (Rüsselkäfer) oder gefächerte (Maikäfer) und gekämmte (Hirschkäfer) Fühler. Unabhängig davon heißt ein Fühler „gekniet“, wenn er abgewinkelt ist. Es kommen aber zahlreiche Abstufungen zwischen diesen Grundformen vor. Die Einlenkungsstelle und der Bau der Fühler sind häufig für eine Familie oder eine andere systematische Einheit charakteristisch. Auf den Fühlern sitzen Organe, mit denen die Tiere riechen können, sie sind jedoch auch Tastorgane, mit denen sie sich orientieren. Bei manchen Familien werden sie zudem zum Festhalten des Geschlechtspartners bei der Paarungsstellung benutzt.

#### Augen
Die Augen sind als Facettenaugen ausgebildet. Sie setzen sich aus Einzelaugen (Ommatidien) zusammen. Neben dem Grundtyp des Appositionsauges, dem einfachsten Komplexauge, bei dem jedes Einzelauge für sich separat und optisch von seinen Nachbarn isoliert ist, gibt es, besonders bei dämmerungs- und nachtaktiven Käfern, auch sogenannte Superpositionsaugen. Bei diesen sind die Einzelaugen nicht optisch isoliert, sondern die Lichtstrahlen können auch in benachbarte Ommatidien gelangen und die Sehpigmente der dortigen Rhabdome anregen, die Informationen der Lichtreizung an den Sehnerv weiterzuleiten. Dies ermöglicht Sehen auch noch bei geringerer Lichtintensität und erhöht die wahrgenommene Helligkeit auf ein Vielfaches, allerdings auf Kosten der Sehschärfe. Bei höherer Lichtintensität können sich die Pigmentzellen verschieben, wodurch funktionell wieder ein Appositionsauge entsteht. Die Augen der Käfer sind nicht immer kreisrund. Meistens liegen sie nierenförmig um den Ansatz der Fühler herum. Im Extremfall, wie etwa bei vielen Bockkäfern, sind diese „Nierenhälften“ getrennt.
Ein Sonderfall liegt bei den Taumelkäfern (Gyrinidae) vor, die im Wasser leben. Bei diesen Käfern sind die Augenhälften auseinandergerückt, die oberen Hälften bilden ein Paar Augen, das über dem Wasserspiegel liegt, die unteren Augenhälften bilden ein Augenpaar unter dem Wasserspiegel. So können sie gleichzeitig über und unter Wasser sehen, wobei die jeweiligen Augenpaare an die unterschiedlichen Lichtintensitäten, Wellenlängen und Brechungsindizes von Luft und Wasser angepasst sind. Einige wenige Käferfamilien, wie etwa die Speckkäfer (Dermestidae), haben nur einfache Punktaugen, wie sie auch die Käferlarven haben, andere, in Höhlen lebende Arten haben die Augen völlig zurückgebildet. Zu ihnen gehören unter anderem mehrere Vertreter der Laufkäfer (Carabidae), die endemisch jeweils in nur einer Höhle vorkommen, oder beispielsweise der Segeberger Höhlenkäfer aus der Familie der Schwammkugelkäfer.

### Brust (Thorax)
Der Thorax der Käfer besteht aus drei Teilen: Prothorax, Mesothorax und Metathorax. Von oben kann man nur den ersten Abschnitt, den Prothorax, erkennen. Dieser wird vom Halsschild (Scutum) bedeckt. Die anderen beiden Thoraxsegmente liegen unter den Deckflügeln (Elytren) verborgen, mit Ausnahme eines kleinen Teils des Mesothorax. Dieses Schildchen (Scutellum) ist, falls überhaupt, zwischen den Deckflügeln an deren Basis als kleines Dreieck erkennbar. Von unten sind die drei Thoraxsegmente sichtbar, aber nicht leicht als solche erkennbar. Sie bestehen nämlich aus mehreren sklerotisierten Chitinplatten, die gegeneinander verschoben sein können, so dass zur Vorderbrust gehörige Platten zwischen solchen der Mittelbrust zu liegen kommen. Insbesondere ragen die Platten der Hinterbrust mindestens über den Ansatz des Hinterleibes, so dass auch die Abgrenzung zum Hinterleib nicht leicht erkennbar ist und Mittel- und Hinterbrust als zum Hinterleib zugehörend wirken. An jedem der drei Brustsegmente entspringt ein Beinpaar, an den hinteren beiden Segmenten entspringen zusätzlich die beiden Flügelpaare.

#### Beine

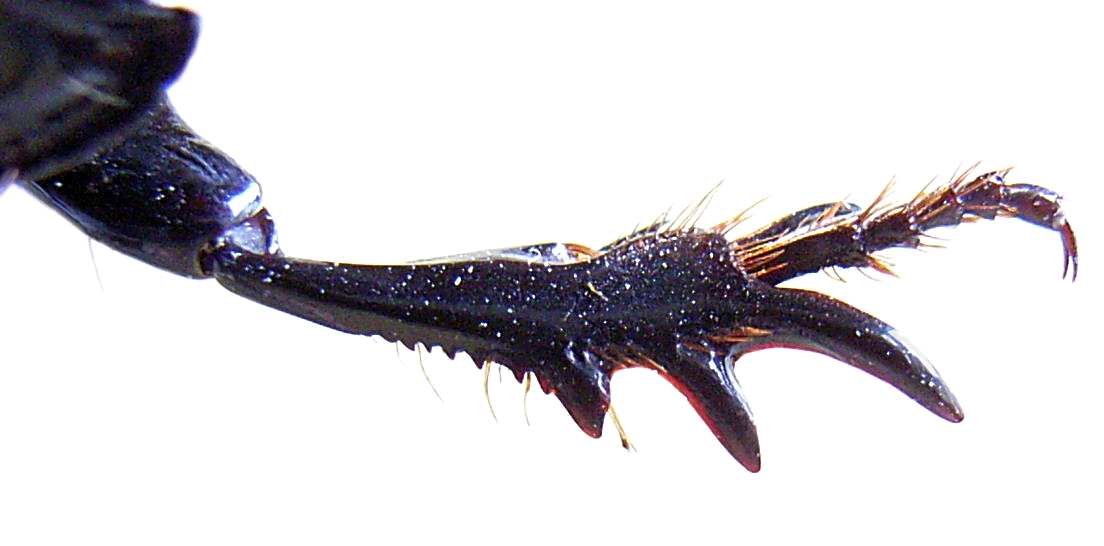
Vorderbein eines Laufkäfers der Unterfamilie Scaritinae, von oben

Die Beine haben die gleiche Grundgliederung wie bei den anderen Insekten. Jedes Bein ist in mehrere Abschnitte – Hüfte (Coxa), Schenkelring (Trochanter), Schenkel (Femur) und Schiene (Tibia) – gegliedert und hat am Ende zwei- bis fünfgliedrige Füße (Tarsen), wobei das letzte Tarsenglied mit Krallen versehen ist. Die Anzahl der Tarsenglieder wird zur Grundeinteilung der Käferfamilien verwendet. 5–5–4 bedeutet beispielsweise, dass die Hinterbeine vier Tarsenglieder haben, die übrigen Beine fünf. Die Tarsenglieder und auch die anderen Beinsegmente können sehr unterschiedlich lang und geformt sein. Einzelne Segmente können so klein gebaut sein, dass sie im vorhergehenden Glied verborgen sind, so wie das vierte Tarsenglied der Bockkäfer (Cerambycidae). Oft sind die Schenkel auch verbreitert. Beim Grünen Scheinbockkäfer (Oedemera nobils) ist dies so stark der Fall, dass die Schenkel fast kugelig wirken. Die Beine sind je nach Käferart und Verwendung spezialisiert und können als Laufbeine, Sprungbeine, Schwimmbeine oder Grabbeine ausgebildet sein. Der australische Sandlaufkäfer Cicindela hudsoni erreicht mit einer Laufgeschwindigkeit von bis zu 2,5 Meter pro Sekunde eine Spitzenleistung in der Klasse der Insekten. Gelbrandkäfer (Dytiscus marginalis) können mit ihren kräftigen Schwimmbeinen bis zu 0,5 Meter pro Sekunde schwimmen.
Die Gelenke liegen wie bei allen Insekten offen, sodass sie Umwelteinflüssen ausgesetzt sind und nicht auf einem leicht verdunstenden Flüssigkeitsfilm (Synovia) gegeneinander gleiten können. Exemplarisch am Großen Schwarzkäfer (Zophobas morio) wurden Aufbau und Funktionsweise der unverkapselten Gelenke untersucht. Rasterelektronenmikroskopisch zeigen die Berührungsoberflächen, dass sie dicht von Poren überzogen sind, die nur einen μm (ein tausendstel Millimeter) tief sind. Diese wasserabweisende Oberflächenarchitektur mit Selbstreinigungsfähigkeit ist bekannt als Lotoseffekt. Außerdem produziert die Oberfläche wachsartige proteinhaltige Substanzen als Schmiermittel, welche die Reibungskräfte ähnlich wie durch eine PTFE- Beschichtung minimiert.

#### Flügel

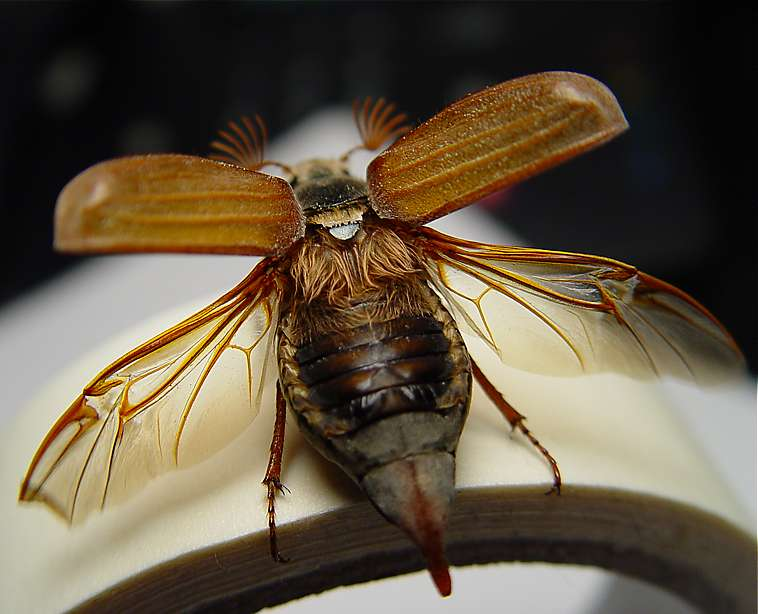
Feldmaikäfer mit nach vorn geklappten Vorderflügeln und entfaltetem hinteren Flügelpaar

Der definierende Unterschied der Käfer zu den übrigen Insekten ist der Flügelbau. Bei den Käfern unterscheidet sich das erste Flügelpaar deutlich vom zweiten. Die am mittleren Thoraxsegment entspringenden Vorderflügel (Elytren) sind stark sklerotisiert und dienen im Wesentlichen nur dazu, die kunstvoll zusammengefalteten Hinterflügel und den Hinterleib zu bedecken und zu schützen. Sie werden bis auf wenige Ausnahmen beim Flug schräg nach vorn geklappt, sodass das hintere, flugfähige Flügelpaar entfaltet werden kann. Im geschlossenen Zustand bilden die Deckflügel an ihren Innenrändern die Flügeldeckennaht. Nach hinten klaffen sie jedoch häufig auseinander. Sie sind bei den meisten Käfern fest, bei manchen, wie zum Beispiel bei den Rüsselkäfern, sind sie sogar sehr hart ausgebildet. Die Weichkäfer haben hingegen sehr weiche Deckflügel. Das zweite Flügelpaar (Alae) entspringt am hinteren Thoraxsegment und ist wie bei den meisten flugfähigen Insekten als Hautflügel ausgebildet. Die Hinterflügel sind an den stabilisierenden Flügeladern verstärkt und sonst häutig. Sie entfalten sich erst kurz vor dem Start und sind in der Regel wesentlich größer als die Elytren. Nach dem Flug werden sie meist unter Zuhilfenahme der Hinterbeine wieder gefaltet und unter die Deckflügel geschoben.
Der Bau der Flügel variiert stark. Die Deckflügel können unterschiedlich lang sein und entweder den Hinterleib ganz oder zum überwiegenden Teil bedecken oder sie lassen, wie beispielsweise bei den Kurzflüglern, den Hinterleib ganz unbedeckt. Die beiden Deckflügel können auch zusammengewachsen sein, wie etwa bei vielen Laufkäfern (Carabidae). Die Hinterflügel dieser Arten sind dann meist verkümmert oder fehlen ganz. Die Oberfläche der Deckflügel ist mitunter sehr unterschiedlich ausgeführt. Es gibt glatte, beschuppte, behaarte und strukturierte Deckflügel.

### Hinterleib (Abdomen)

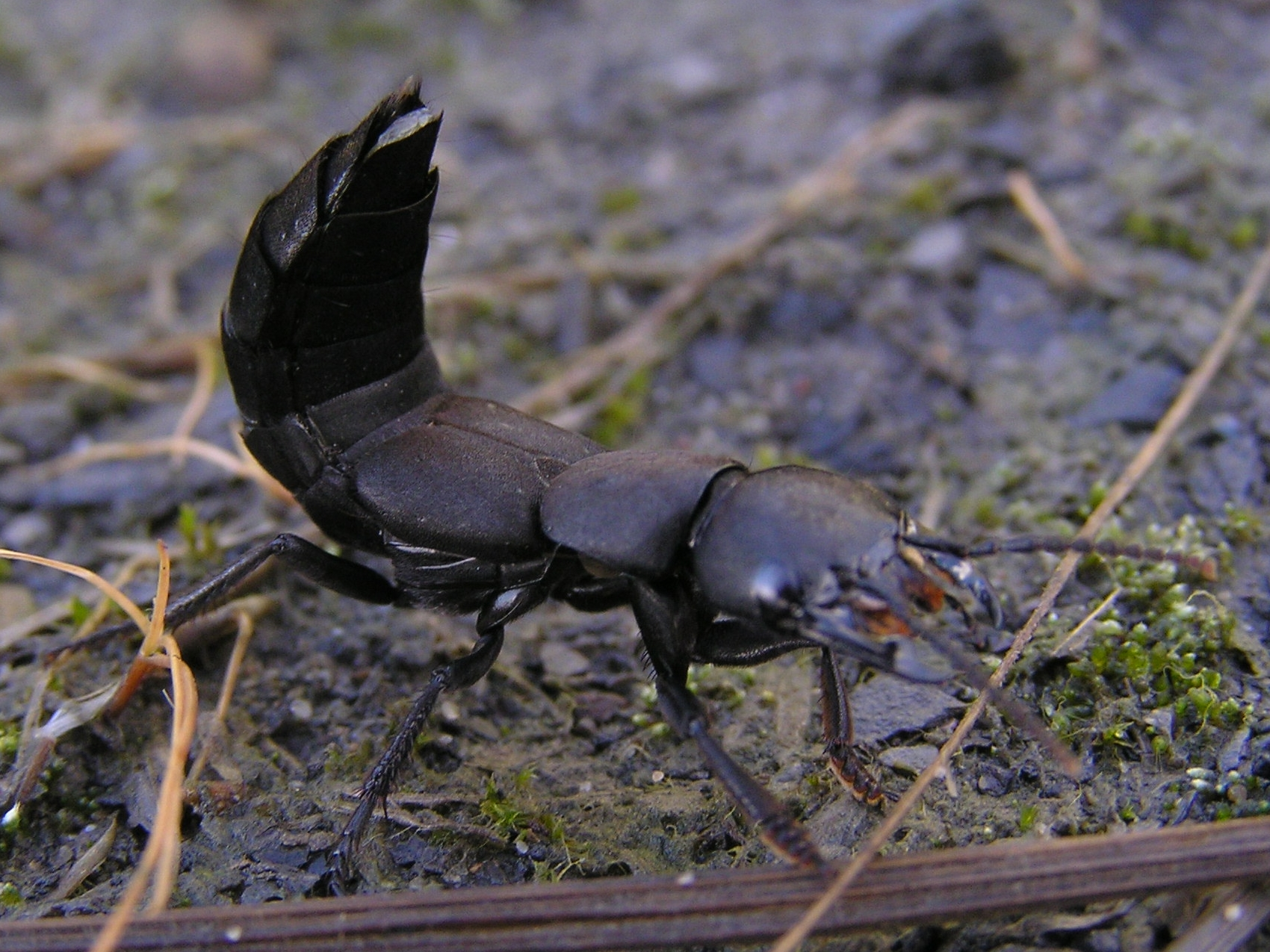
Kurzflügler mit drohend erhobenem Hinterleib; gut zu erkennen sind die verkürzten Deckflügel

Der Hinterleib besteht aus mehreren, meist acht oder neun sichtbaren Segmenten. Die hintersten Hinterleibssegmente liegen im Körper verborgen. Die sichtbaren Segmente bestehen aus zwei halbschalenförmigen Teilen, dem Tergit am Rücken und dem Sternit am Bauch. Die beiden Teile sind seitlich, parallel zur Körperlängsachse durch die Pleurite verbunden. Die einzelnen Segmente sind durch Segmenthäute miteinander verbunden. Dadurch ist der Hinterleib, im Gegensatz zu den starren vorderen Körperabschnitten, beweglich. Die Beweglichkeit ist aber im Vergleich zu den meisten übrigen Insekten eher beschränkt. Bei manchen Arten, wie beispielsweise bei der Gattung Dytiscus aus der Familie der Schwimmkäfer (Dytiscidae), ist das Abdomen unbeweglich. Die Kurzflügler können den Hinterleib dagegen besonders gut bewegen. Bei der Drohstellung erheben sie das Hinterleibsende steil nach oben und wirken dadurch wesentlich größer. In den letzten Hinterleibssegmenten sind die Geschlechtsorgane enthalten.

### Innerer Aufbau
Die beiden Hauptaufgaben des Blutes bei den Wirbeltieren, Transport der Atmungsgase und der beim Nahrungsstoffwechsel wichtigen Stoffe, werden bei Käfern, wie bei den Insekten allgemein, von zwei verschiedenen Systemen wahrgenommen. Die Körperflüssigkeit, die die Aufgaben des Nahrungsstofftransportes übernimmt, nennt man Hämolymphe. Sie fließt nicht in Adern, sondern in Zwischenräumen und Körperhöhlen und umspült dabei die Organe der Käfer. Die Hämolymphe enthält kein Hämoglobin und kann farblos oder gelb, manchmal aber auch rot oder grün gefärbt sein. Die einzigen Blutgefäße sind eine kurze Aorta und ein Röhrenherz, das im oberen Teil des Hinterleibs sitzt. Das Herz hat acht paarige seitliche Öffnungen (Ostien), entsprechend der Anzahl der Hinterleibsringe, durch die das Blut in das Herz eingesaugt wird. Das Herz geht in die Aorta über, und die Hämolymphe wird aus dem Herz über diese in den Kopf transportiert. Der Transport erfolgt mit einem System aus Segelklappen. Es wird aber kein Sauerstoff beziehungsweise Kohlenstoffdioxid transportiert, der Gasaustausch erfolgt über Tracheen, die mit ihrem stark verästelten Röhrensystem alle Organe mit Sauerstoff versorgen. Dieser wird durch seitliche Öffnungen (Stigmen) in den Körper gepumpt, was zum Beispiel deutlich beim Feldmaikäfer (Melolontha melolontha) zu erkennen ist, wenn dessen Hinterleib vor dem Abflug deutliche Pumpbewegungen vollführt. Der maximale Transportweg ist bei diesem Atmungssystem begrenzt, was auch der Grund ist, warum Käfer und Insekten allgemein in ihrem Größenwachstum beschränkt sind. Das Herz schlägt dabei langsam, beispielsweise beim Hirschkäfer (Lucanus cervus) etwa 16-mal in der Minute.
Das Nervensystem findet sich auf der Bauchseite der Käfer, weswegen es auch Bauchmark genannt wird. Es weicht von dem für Insekten typischen Bau mehr oder weniger stark ab und ist innerhalb der Ordnung von ungewöhnlicher Vielfalt. Die insgesamt acht Hinterleibsganglien sind manchmal in den Thoraxbereich verschoben. Je nach Art können (wie im Grundbauplan der Pterygota) alle acht Hinterleibsganglien separat bleiben (bei Lycidae) oder alle, unter Einschluss der drei Thoracalganglien, zu einer kompakten Masse verschmelzen (bei einigen Rüsselkäfern). Die Anzahl der separaten Ganglien variiert zum Beispiel von zwei bis zehn bei den Laufkäfern, von eins bis fünf bei den Rüsselkäfern und von zwei bis sieben bei den Blattkäfern. Das Gehirn besteht aus einem Unterschlund-, einem Oberschlundganglion und einem weiteren Ganglion. Es ist insgesamt deutlich kleiner als das Thoraxganglion und liegt unterhalb beziehungsweise oberhalb der Speiseröhre (Ösophagus). Gehirn und Thoraxganglion sind voneinander unabhängig, der Körper kann deswegen nach dem Verlust des Gehirns noch für einige Zeit weitgehend funktionsfähig bleiben.
Das Verdauungssystem besteht aus einem Darmtrakt, der bei den verschiedenen Familien verschieden unterteilt sein kann. Bei Fleischfressern ist er kurz, bei Pflanzenfressern kann er die zehnfache Körperlänge erreichen. Vom Rachen (Pharynx) gelangt die Nahrung über die Speiseröhre in den Magen. Der anschließende Mitteldarm besitzt im Vorderabschnitt eine langzottige, im Hinterabschnitt eine kurzzottige innere Oberfläche. Der Enddarm ist in Dünndarm (Ileus) und Dickdarm (Rektum) gegliedert. In ihm werden Nährstoffe in das Blut aufgenommen. Dort sowie in den zwei röhrenförmigen Nieren (Malpighische Gefäße) werden Stoffwechselprodukte aus den Organen aufgenommen und über den After ausgeschieden. Bei manchen Käfern, wie etwa den Bombardierkäfern (Brachininae), gibt es im Dickdarm Drüsen, deren Sekret zu Verteidigungszwecken (Wehrsekret) eingesetzt werden kann.
Die Geschlechtsorgane bestehen beim Männchen aus paarigen Hoden, verschiedenen Drüsen, die in den jeweiligen Familien sehr verschieden gebaut sein können, und den abführenden Kanälen. Anhangsdrüsen und Samenblase variieren ebenfalls. Ein gemeinsamer Ausführungsgang mündet in den Kopulationswerkzeugen. Die Weibchen haben Eierstöcke, Anhangsdrüsen und abführende Gefäße in verschiedenen Formen. An die Vagina kann eine Samentasche angebunden sein, in der der männliche Samen bis zur Eiablage aufbewahrt wird. Begattung und Besamung können dadurch mehrere Monate auseinanderliegen. Zur Eiablage werden gelegentlich Klebstoffe verwendet, für deren Produktion entsprechende Drüsen existieren. Die äußeren Geschlechtsorgane sind vor allem beim Männchen stark sklerotisiert. Ihre komplexe und artspezifische Form, die nach dem Schlüssel-Schloss-Prinzip sehr stark spezialisiert ist, ermöglicht es, viele Käfer, die äußerlich nicht zu unterscheiden sind, durch Genitaluntersuchungen einer wohldefinierten Art zuzuordnen.

## Lebensweise und Verhalten

### Ernährung

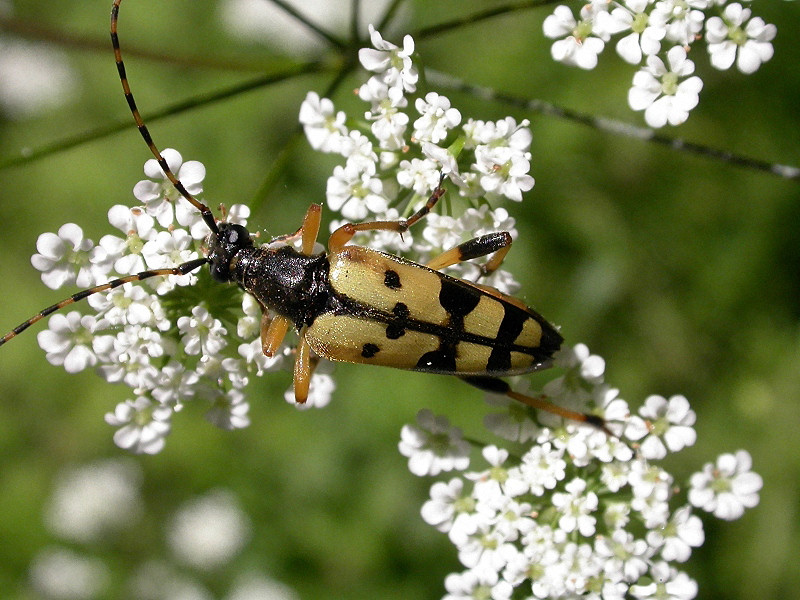
Der Gefleckte Schmalbock ernährt sich von Nektar und Pollen

Käfer besiedeln die meisten Lebensräume auf der Erde, und es gibt praktisch keine organische Nahrungsquelle, die nicht durch bestimmte Käferarten ausgeschöpft wird. Dabei ernähren sich Larven oft ganz anders als ausgewachsene Käfer. Auch das Nahrungsspektrum einzelner Arten variiert stark. Bei den pflanzenfressenden Käfern reicht es von polyphag lebenden Arten, die sich von einer Vielzahl verschiedener Nahrungsquellen ernähren, bis hin zu monophag lebenden Arten, die nur eine bestimmte Pflanzenart fressen. Es treten zahlreiche Spezialisierungen auf. So gibt es Holzfresser (Xylophage), Fäulnisfresser, die sich von verwesenden Pflanzenteilen ernähren (Saprophage), und bei diesen wiederum solche, die sich auf Totholz spezialisiert haben (Saproxylophage). Die meisten Pflanzenfresser ernähren sich aber von Blättern, Blüten, Samen, Wurzeln oder Stängeln der Pflanzen.

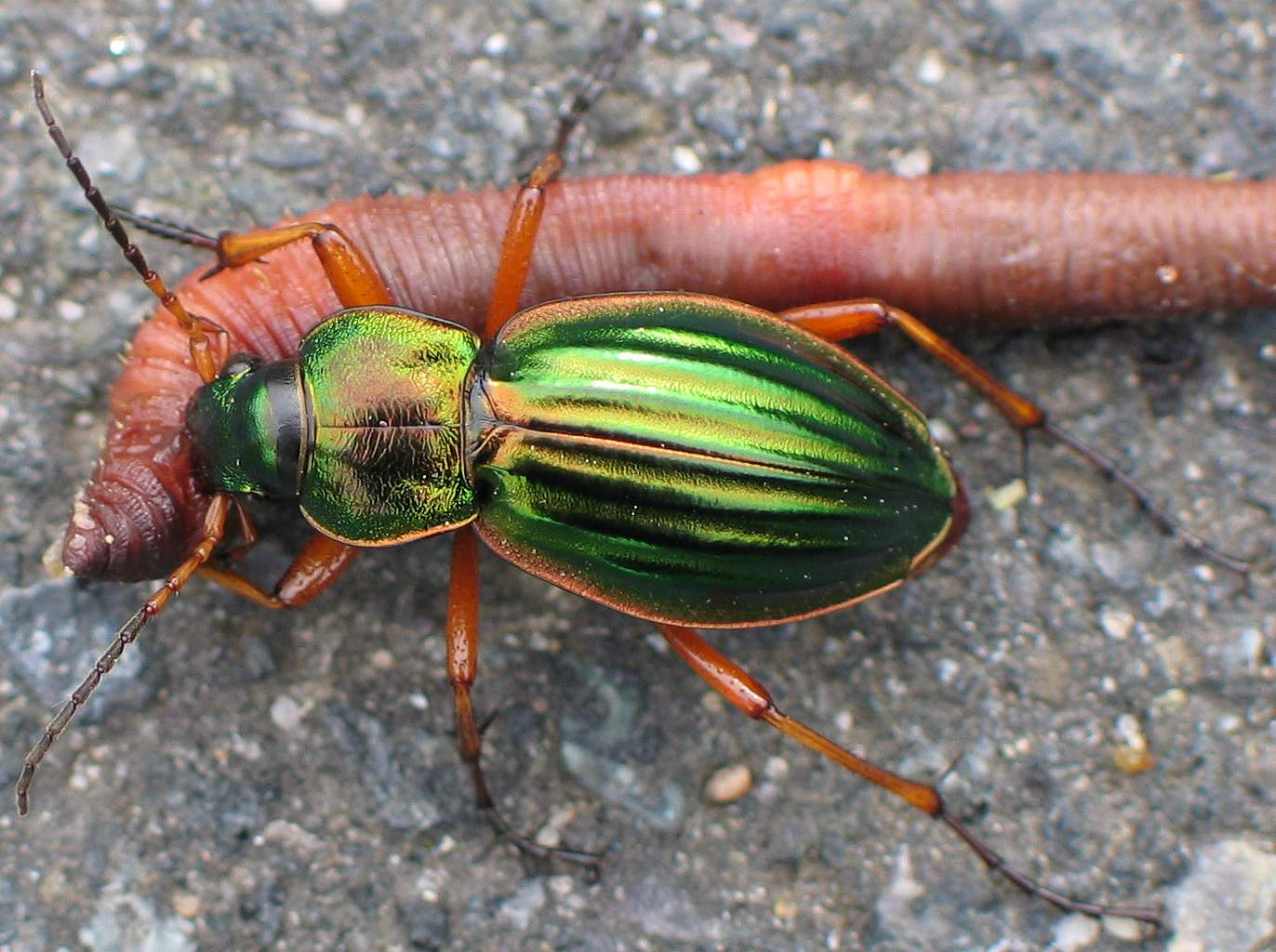
Viele Laufkäfer, wie der Goldlaufkäfer, ernähren sich räuberisch

Die räuberischen Familien, wie beispielsweise die Laufkäfer (Carabidae), haben ein großes Nahrungsspektrum. Neben Insekten, anderen Gliederfüßern, Würmern, Schnecken und Raupen fressen diese Käfer auch Wirbeltiere wie Kaulquappen oder kleine Fische, wenn diese zur Verfügung stehen. Nur wenige Käfer zerkleinern vor dem Fressen ihre Beute. Die meisten injizieren Verdauungssäfte, um dann die verflüssigte Nahrung aufzunehmen (extraintestinale Verdauung). Manche Räuber fressen zusätzlich auch pflanzliche Nahrung wie Samen oder Pollen.

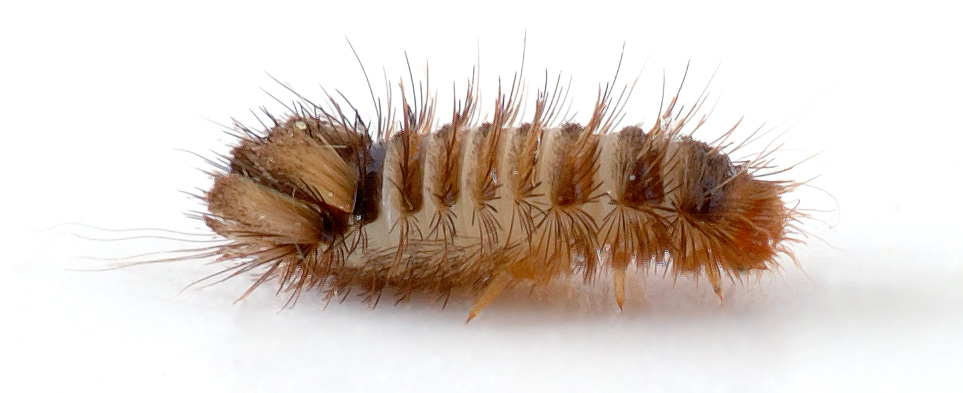
Speckkäfer, wie die Larve des Wollkrautblütenkäfers, ernähren sich von trockenen organischen Substanzen

Neben diesen zwei Gruppen von Ernährungstypen gibt es zwei besonders für die Ökologie wichtige, nämlich die der Koprophagen und die der Nekrophagen. Erstere ernähren sich von Kot, wie etwa die Mistkäfer (Geotrupidae), letztere fressen Aas, wie etwa die Aaskäfer (Silphidae). Diese Arten führen Ausscheidungen beziehungsweise Kadaver durch deren Abbau wieder dem Nahrungskreislauf zu. Außerdem gibt es Pilzfresser (Mykophagen), wie zum Beispiel die Baumschwammkäfer (Mycetophagidae), aber auch solche, die sich von Leder, Federn, Sehnen, Haaren und trockener Haut ernähren, wie beispielsweise die Speckkäfer (Dermestidae). Auch anorganische Stoffe, wie Mineralstoffe, werden zum Teil direkt aufgenommen.

### Wasser

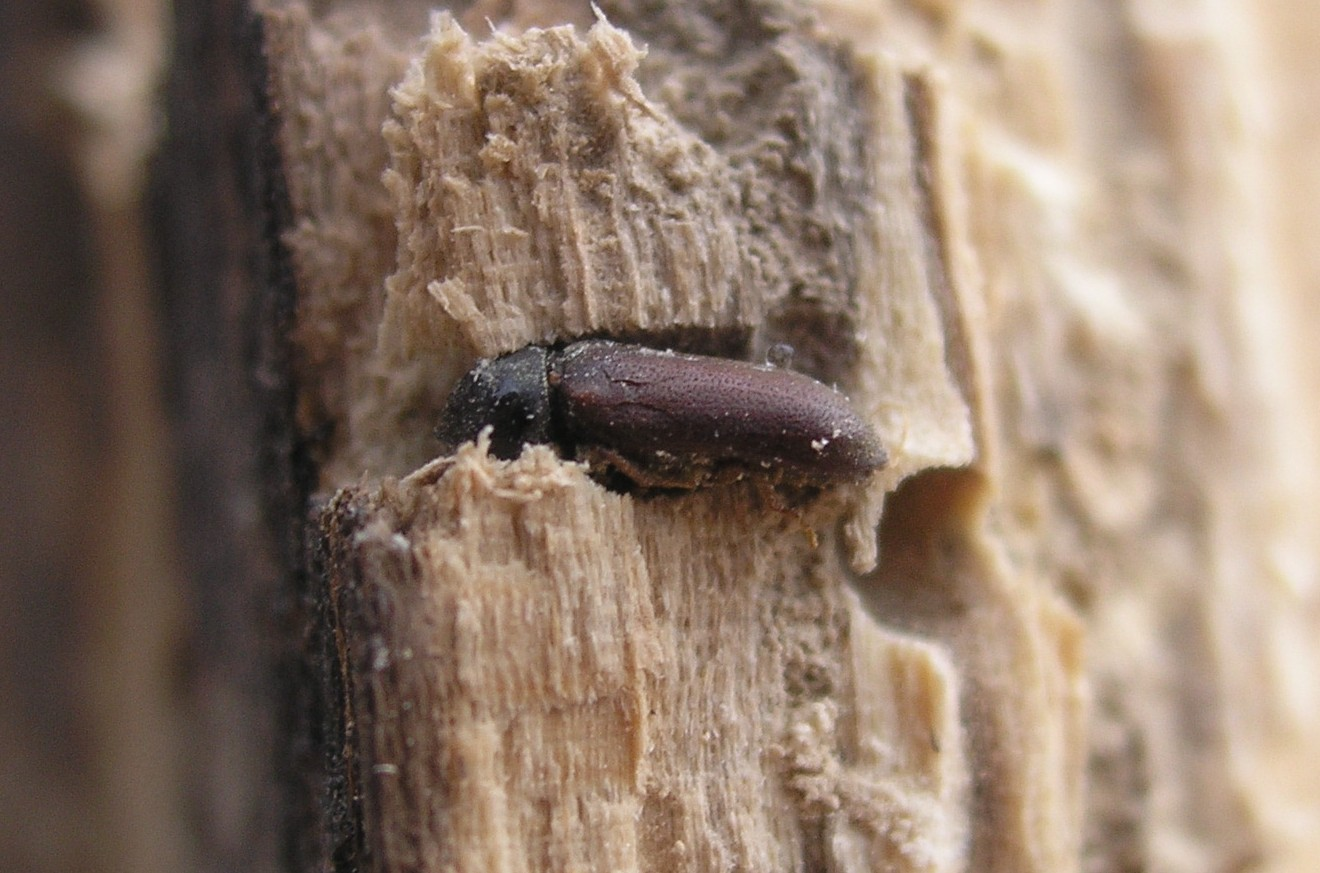
Der Gemeine Nagekäfer ist nicht auf die Aufnahme von Wasser angewiesen

Neben Nährstoffen sind Käfer, wie alle Lebewesen, auf Wasser angewiesen. Unter Wasser lebende Käfer können zum Teil sehr gut fliegen, um neue Lebensräume besiedeln zu können, falls ihr Lebensraum austrocknet. Sie tun dies aber auch, unabhängig von der Gefährdung ihres Gewässers, um neue Lebensräume zu erschließen. Neben den Käfern, die im Wasser leben, wie etwa Schwimmkäfer (Dytiscidae), gibt es Arten, die hohe Feuchtigkeit benötigen und deswegen meist um Gewässer anzutreffen sind (Hygrophile). Wiederum andere Arten sind auf Feuchtigkeit angewiesen, leben aber an trockenen und heißen Plätzen. Besonders in Wüstengebieten lebende Arten, wie einige Schwarzkäfer (Tenebrionidae), sind an extreme Trockenheit angepasst. Sie sind nachtaktiv und ernähren sich allesfressend (omnivor), da sie bei mangelndem Nahrungsangebot nicht wählerisch sein können. Auch können sie das Wasser zur Deckung ihres Feuchtigkeitsbedarfs sowohl aus ihrer Nahrung entnehmen als auch sammeln, indem sie Kondenswasser an den Füßen auffangen, die sie weit nach oben richten.
Einige Käferlarven können sogar ganz ohne direkte Wasseraufnahme leben. In sehr trockenem Holz lebende Arten, wie zum Beispiel der Gemeine Nagekäfer (Anobium punctatum), verdauen das gefressene Holz mit Hilfe von Bakterien. Die dadurch gewonnene Energie speichern sie in Form von Fett. Aus diesem können sie dann chemisch Wasser abspalten.

### Atmung

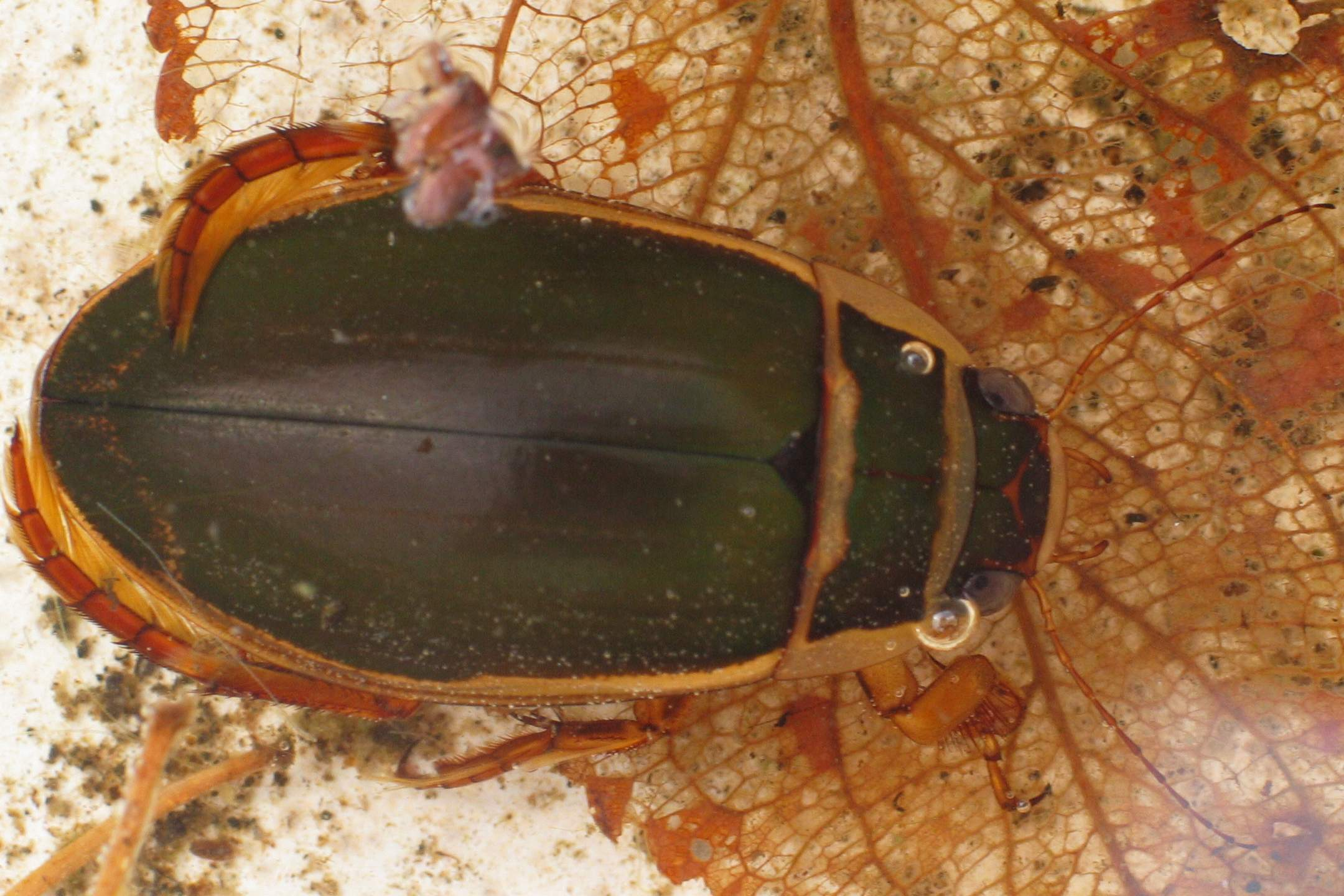
Gelbrandkäfer (Dytiscus marginalis)

Alle Käfer atmen über Tracheen und nehmen so Sauerstoff auf. Für im Wasser lebende Käfer ergibt sich deswegen ein zusätzliches Problem, das Käfer an Land nicht haben. Sie müssen an Sauerstoff zur Atmung gelangen, da sie ihn nicht direkt aus dem Wasser aufnehmen können. Es gibt nur sehr wenige Ausnahmen, wie beispielsweise die Larven der Taumelkäfer (Gyrinidae), die den Sauerstoff direkt aus dem Wasser mit Hilfe von speziellen Organen, den Tracheenkiemen, aufnehmen. Tracheenkiemen kommen bei Imagines niemals vor.
Die Imagines der im Wasser lebenden Käferarten und die Larven der meisten Familien haben zur Sauerstoffaufnahme sehr verschiedene Möglichkeiten entwickelt. Die meisten Arten kommen dazu an die Wasseroberfläche und können eine Luftblase mit auf ihre Tauchgänge nehmen. Die einen speichern die Luft zwischen Deckflügeln und Hinterleib, wie etwa der Gelbrandkäfer (Dytiscus marginalis). Andere pumpen Luft durch eine von speziell geformten Fühlern gebildete Rinne auf die Körperunterseite, wie beispielsweise Wasserkäfer (Hydrophilidae), wobei die Luft dort zwischen Haaren festgehalten wird. Es gibt aber auch die Möglichkeit, dass sie ihre Luftreserve als Blase am Ende des Hinterleibes mit sich führen, wobei dies allerdings nur bei kleinen Käfern möglich ist, wie etwa bei denen der Gattung Hyphydrus aus der Familie der Schwimmkäfer (Dytiscidae). Voraussetzung für den Transport der Luftblase ist die Unbenetzbarkeit des Körpers, die entweder durch feine Behaarung oder durch eine Fettschicht gewährleistet wird. Die Hakenkäfer (Elmidae und Dryopidae) sind Plastronatmer, müssen also zur Atmung nicht an die Oberfläche kommen.
Die meisten Schwimmkäfer haben wegen ihrer Atemtechnik einen zum Teil stark modifizierten und daran angepassten Körperbau. Aus dem Sauerstofftransport ergibt sich das Problem, dass die mitgeführte Luft einen hohen Auftrieb erzeugt und die Käfer sehr viel Energie für das Schwimmen aufwenden müssen. Deswegen leben besonders die großen Käfer unter ihnen gerne in stark bewachsenen Gewässern und klammern sich häufig an Wasserpflanzen. Einige unter Wasser lebende Arten der Blattkäfer (Chrysomelidae), wie beispielsweise die der Gattung Macroples, brauchen nicht gegen den Auftrieb zu kämpfen. Sie gewinnen ihren Sauerstoff direkt aus Bläschen, die von Wasserpflanzen abgegeben werden. Auch ihre Larven brauchen zum Atmen nicht an die Oberfläche zu steigen. Die Eier werden in Stängel von Wasserpflanzen gelegt. Die daraus schlüpfenden Larven leben entweder direkt in der Pflanze und entnehmen den Sauerstoff aus deren Leitungsbahnen, oder sie leben im Wasser und haken sich mit dem Hinterleibsende von außen in diese Bahnen ein. Gleiches machen die Puppen der Gattung Donacia. Die Verpuppung der meisten im Wasser lebenden Käfer findet aber an Land statt.

### Flugverhalten und Wanderungen

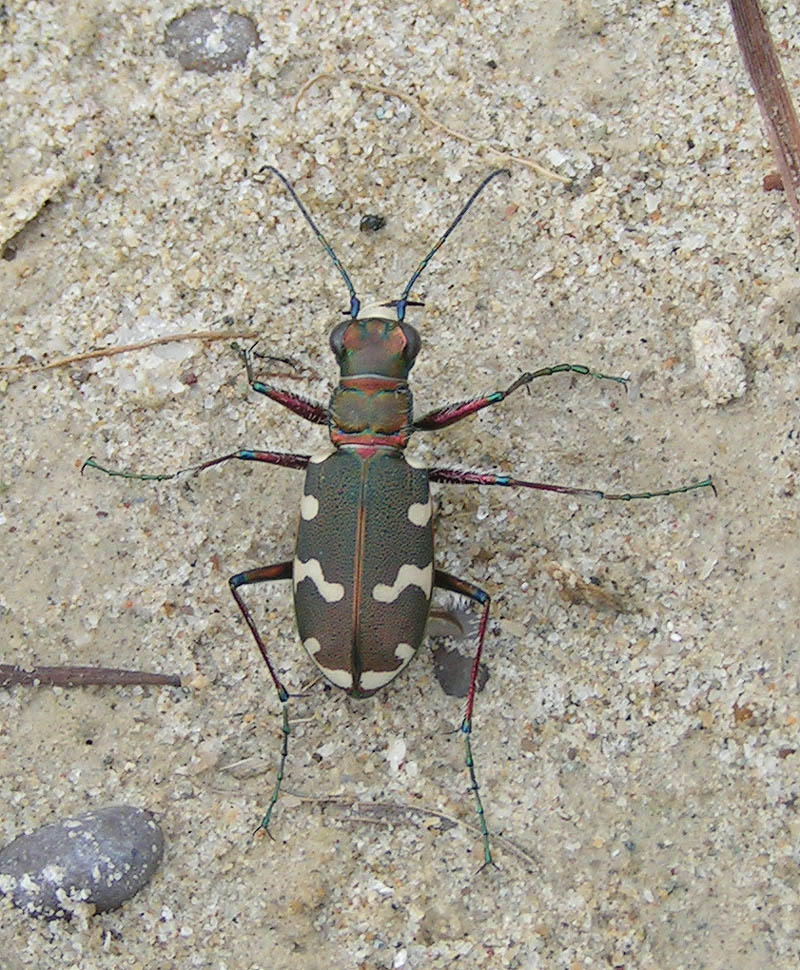
Sandlaufkäfer wie der Dünen-Sandlaufkäfer gehören zu den besten Kurzstreckenfliegern

Entsprechend dem Grundbauplan der Insekten haben die Käfer zwei Paar Flügel, von denen aber nur das hintere Paar, die Alae, zum Fliegen geeignet ist. Das vordere ist sklerotisiert und bildet die schützenden Elytren. Die meisten Käfer können mehr oder weniger gut fliegen, wobei Arten wie etwa die Sandlaufkäfer (Cicindelinae) sehr wendig sind, hervorragend fliegen können und eine Maximalgeschwindigkeit von bis zu 8 m/s erreichen. Ähnlich verhält es sich mit einigen Schwimm- oder Wasserkäferarten, wie etwa dem Großen Kolbenwasserkäfer (Hydrophilus piceus). Diese können über weite Strecken fliegen, um neue Gewässer zu besiedeln, wirken aber auf kurzer Distanz sehr ungeschickt und nur wenig wendig. Ebenso zu den guten Fliegern zählen die Marienkäfer, die etwa 75 bis 91 Flügelschläge pro Sekunde erreichen. Nicht bei allen Käfern sind die Hinterflügel ausgebildet. Den meisten Großlaufkäfern der Gattung Carabus fehlen beispielsweise ausgebildete Hinterflügel, ihre Deckflügel sind an der Flügeldeckennaht verwachsen.
Beim Starten werden zuerst die Deckflügel, die während des Fluges keine Funktion haben, aufgeklappt und die häutigen Hinterflügel entfaltet, die bis dahin zusammengefaltet an den Hinterleib gelegt waren. Einzige Ausnahme bilden die Rosenkäfer (Cetoniinae), bei denen die Elytren beim Fliegen geschlossen bleiben und die Flügel über eine seitliche Aussparung an den Elytren aus- und eingefaltet werden können. Nach dem Flug werden die Hinterflügel, meist unter Zuhilfenahme der Hinterbeine, wieder gefaltet und unter die Deckflügel geschoben. Dieser Vorgang kann mehrere Sekunden dauern.

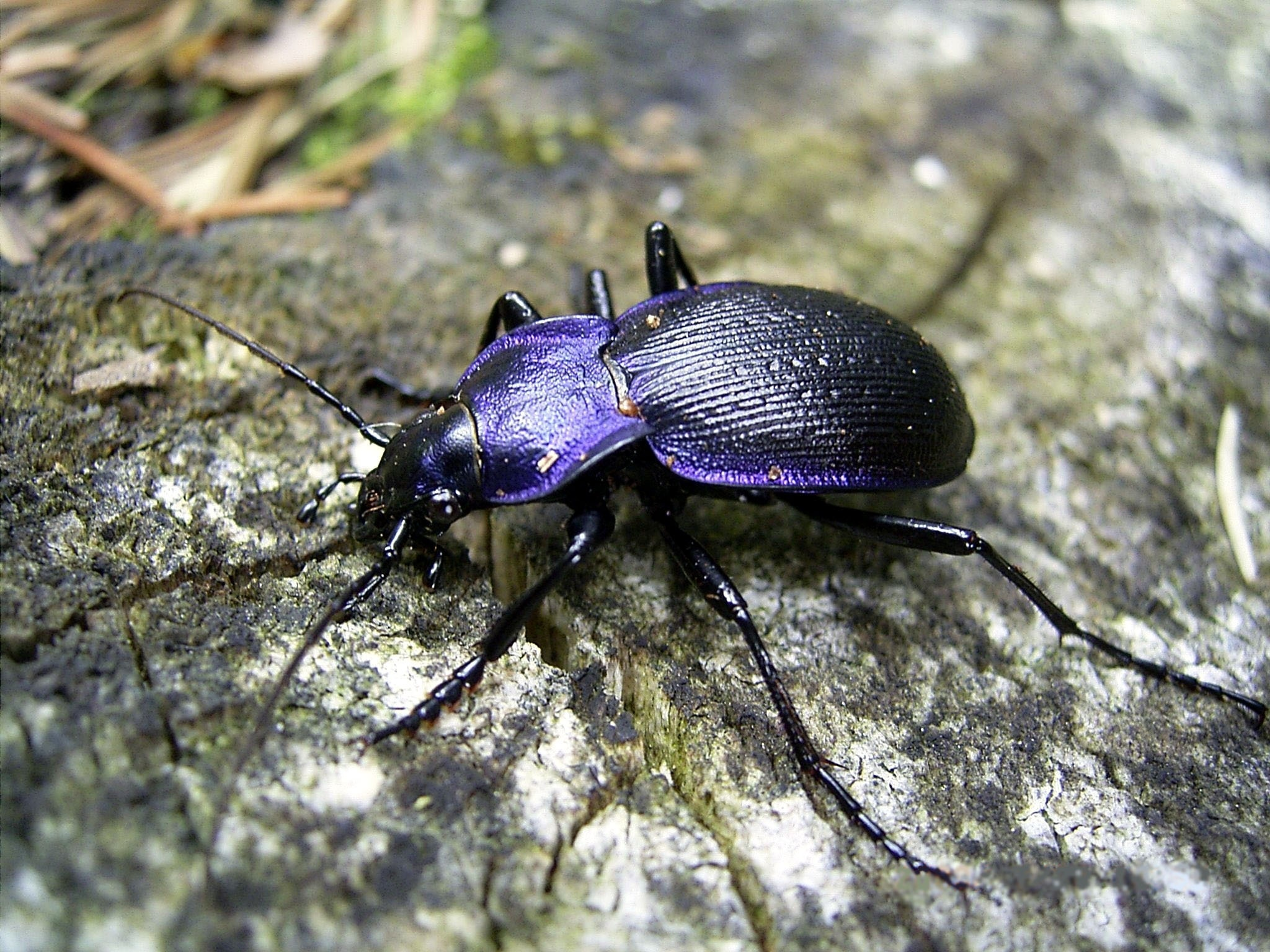
Die meisten Laufkäfer können wie der Blauviolette Waldlaufkäfer (Carabus problematicus) nicht fliegen

Neben dem Kurzstreckenflug, der meist zur Nahrungs- oder Partnersuche unternommen wird, gibt es auch zahlreiche Käfer, die sehr lange Distanzen überwinden können. Dabei nehmen sie nicht selten den Wind zu Hilfe oder sind von diesem so abhängig, dass sie nur geringe Kurskorrekturen vornehmen können. Käfer unternehmen solche Flüge entweder, um geeignete Überwinterungsplätze aufzusuchen, wie es beispielsweise einige Marienkäfer tun, oder sie fliegen, da in dem bisher bewohnten Gebiet die Nahrung knapp ist, oder um in neue Lebensräume zu expandieren. In den ersten beiden Fällen kommt es vor, dass sich die Tiere zu riesigen Schwärmen versammeln. Es wurden schon Marienkäferschwärme aus vielen Millionen Tieren beobachtet. Sie orientieren sich einerseits optisch und andererseits auch an klimatischen Faktoren, um ihr Ziel zu erreichen. Ein klassisches Beispiel für eine Art, die oft auf der Suche nach neuen Lebensräumen ist, ist der Gelbrandkäfer (Dytiscus marginalis). Diese Art verlässt ihre Feuchtbiotope nicht nur, wenn das Wasser knapp wird, sondern auch unter guten Bedingungen. Sie fliegen dabei nachts und orientieren sich optisch. Durch Glas reflektiertes Mondlicht, wie beispielsweise an Gewächshäusern, kann die Tiere täuschen und zu einer Landung im vermeintlichen Nass verleiten.

### Besondere Eigenschaften

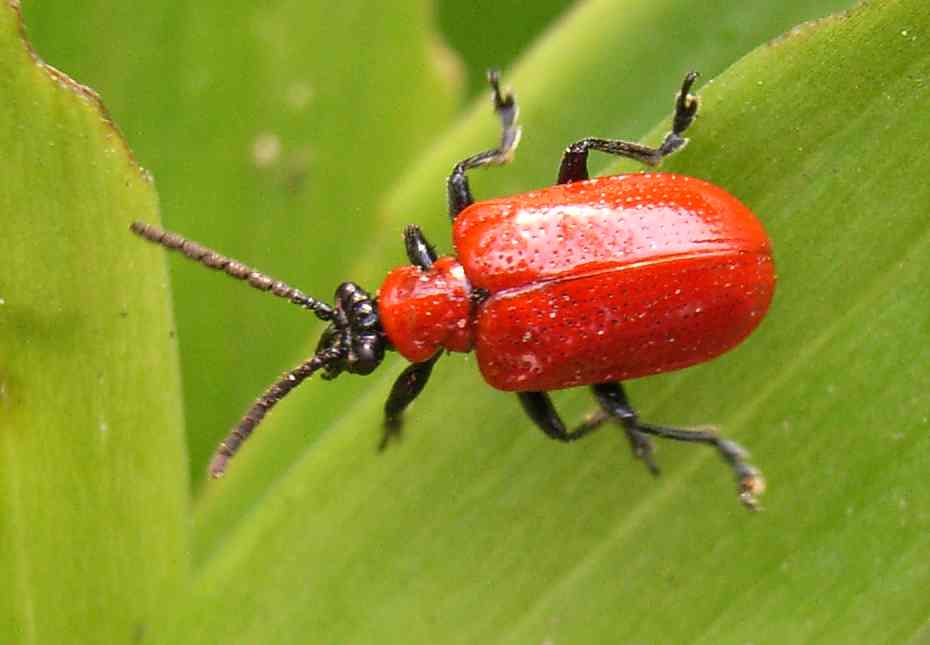
Lilienhähnchen (Lilioceris lilii)

Manche Käferarten können durch das Aneinanderreiben von Körperteilen Geräusche erzeugen. Neben zahlreichen Bockkäfern (Cerambycidae) können die verschiedenen Hähnchen der Blattkäfer (Chrysomelidae), wie etwa das Lilienhähnchen (Lilioceris lilii), durch das Aneinanderreiben des Hinterrandes der Flügeldecken (Elytren) mit dem Hinterleib zirpende Geräusche erzeugen. Mistkäfer der Gattung Geotrupes erzeugen Geräusche, indem sie den Hinterleib gegen die Deckflügel reiben. Es gibt aber noch zahlreiche weitere Möglichkeiten, Geräusche zu erzeugen, wie etwa Reibung zwischen Scheitel und Halsschild, zwischen Kehle und Prothorax, zwischen Prothorax und Mesothorax und zwischen den Beinen und dem Hinterleib beziehungsweise den Deckflügeln. Neben der Geräuscherzeugung durch Aneinanderreiben, die in erster Linie verwendet wird, um Fressfeinde abzuschrecken, können Gescheckte Nagekäfer (Xestobium rufovillosum) ihre Geschlechtspartner in Gangsystemen im Holz durch bestimmte Lockrufe orten. Dazu schlagen die Käfer mit Kopf und Halsschild sehr schnell auf das Holz. Einige Käferarten aus zwei Unterfamilien (Sandlaufkäfer und Riesenkäfer) haben trommelfellartige Tympanalorgane entwickelt, um die Ultraschall-Ortungslaute von Fledermäusen, die sie jagen, zu hören.

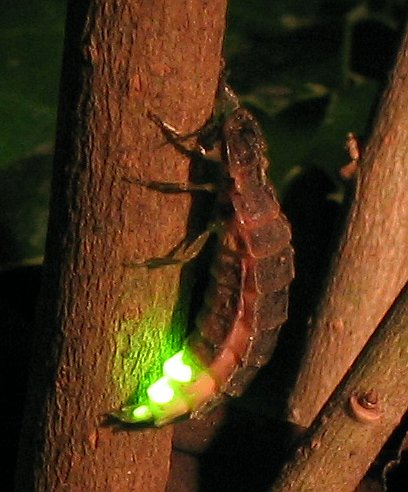
Weibchen des Großen Leuchtkäfers (Lampyris noctiluca)

Manche Käfer besitzen die Fähigkeit der Lichterzeugung (Biolumineszenz), darunter die Leuchtkäfer (Lampyridae). Jede Art erzeugt spezifische Lichtsignale, wobei meist die Männchen leuchtend umherfliegen oder aber die flugunfähigen Weibchen leuchtend auf sich aufmerksam machen. Auf der Unterseite des Hinterleibes der Tiere sind dazu Leuchtorgane ausgebildet, die sich ursprünglich aus Fettkörpern entwickelten. Sie bestehen aus einer Schicht heller, Licht erzeugender Zellen und aus einer dunklen, weiter innen liegenden Schicht, die als Reflektor dient. Das Leuchten entsteht durch das Umsetzen von Luciferin mit ATP und Sauerstoff durch das Enzym Luciferase. Die dabei freiwerdende Energie wird mit einem Wirkungsgrad von bis zu 95 Prozent in Form von Licht und nur zu dem geringen verbleibenden Teil als Wärme abgegeben. Schon die Larven oder sogar die Eier mancher Arten können auf diese Art leuchten.

## Fortpflanzung und Entwicklung

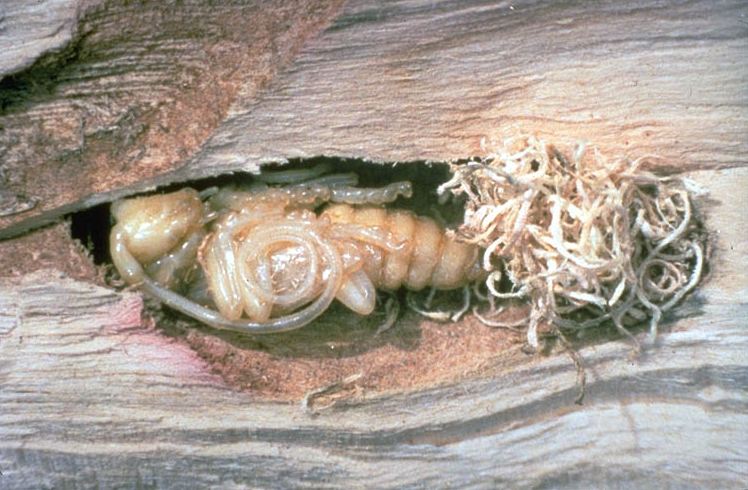
Puppe des Asiatischen Laubholzbockkäfers

Die Käfer werden zu den holometabolen Insekten gezählt, da sie sich während ihrer Entwicklung vollständig verändern. In der Metamorphose verwandelt sich die Larve, die aus dem Ei geschlüpft ist, nach der Verpuppung zur Imago, dem ausgewachsenen Käfer, der im Erscheinungsbild und im anatomischen Aufbau ganz anders als die Larve ist. Die Larven durchleben in ihrem Wachstum verschiedene Larvenstadien, in denen sie sich häuten, da sie an Körpermasse zunehmen. Sie verändern sich aber nur in ihrer Größe, nicht in ihrer Gestalt. Sind sie ausgewachsen, verpuppen sie sich in einer freien Puppe (Pupa libera), bei der sämtliche Extremitäten, wie Fühler, Beine oder Flügel abstehen und auch als solche an der Puppe erkennbar sind. Nur sehr wenige Käferarten, wie beispielsweise die Marienkäfer, verpuppen sich in einer bedeckten Puppe (Pupa obtecta). Im Puppenstadium werden sämtliche Organe und der gesamte Körper der Larve zum Käfer umgebaut. Die Puppe ist meist praktisch unbeweglich, nur manche können sich etwas bewegen. Nach der Puppenruhe kann der fertige Käfer schlüpfen und der Kreislauf des Käferlebens von neuem beginnen.
Die Anzahl der Generationen pro Jahr ist sehr unterschiedlich. In Europa benötigen die meisten Käferarten ein Jahr, um den gesamten Lebenszyklus zu durchleben. Es gibt aber sowohl Arten, die in einem Jahr mehrere Generationen hervorbringen, als auch solche, bei denen eine Generation mehrere Jahre für ihre Entwicklung benötigt.

### Partnerwahl, Balzverhalten und Kämpfe

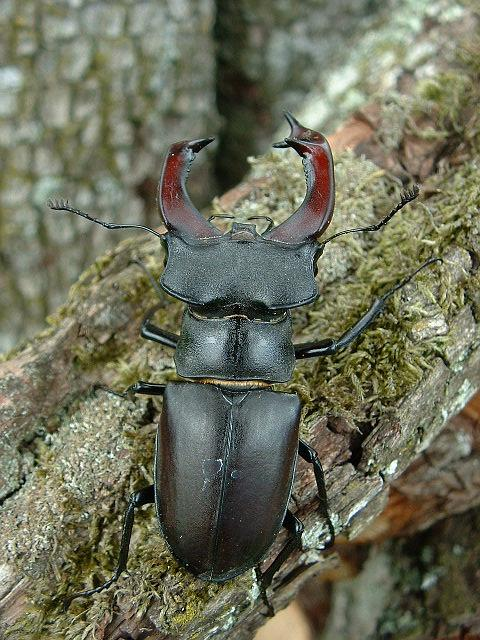
Das Männchen der Hirschkäfer besitzt stark vergrößerte Mandibeln, mit denen Rivalenkämpfe ausgetragen werden

Der Geruchssinn ist, wie bei vielen anderen Insekten, nicht nur sehr wichtig, sondern je nach Art zum Teil auch sehr gut ausgeprägt. Auffallend ist dies bei den Männchen einiger Arten durch besonders große und gekämmte Fühler zum Auffinden der von den Weibchen ausgesendeten Pheromone. Dennoch gibt es zahlreiche Arten, die das Auffinden eines Partners dem Zufall überlassen. Deswegen suchen solche Arten Plätze auf, an denen das Antreffen von Artgenossen wahrscheinlich ist, so etwa gelbe Blüten bei bestimmten Prachtkäfern (Buprestidae).
Im Allgemeinen können Käfer nicht gut sehen und auch aus nächster Nähe funktioniert das Erkennen des Partners nicht gut. Deswegen kommt es bei den Arten, die nicht nach Geruch suchen, oft zu Fehlpaarungen, da andere, ebenfalls etwa auf gelben Blüten sitzende Käfer mit der eigenen Art verwechselt werden. Männchen kämpfen meist nicht direkt um Weibchen, sondern um Balzplätze. Dies sind entweder geeignete Eiablageplätze, wie Kiefernstümpfe beim Zimmermannsbock (Acanthocinus aedilis), oder aber Plätze, an denen die Käfer sich häufig treffen, wie etwa auf gelben Blüten, wie oben beschrieben. Das wohl bekannteste Beispiel für Rivalenkämpfe liefern in Europa die Hirschkäfer (Lucanus cervus): Die Männchen werden durch Pheromone der Weibchen angelockt. Treffen zwei Männchen gleichzeitig auf ein Weibchen, versuchen sie den Gegner mit ihren stark vergrößerten Mandibeln, die ausschließlich dem Kampf dienen, umzuwerfen oder vom Ast zu stoßen. Nach dem Kampf kann sich der Sieger mit dem Weibchen paaren.

### Paarung

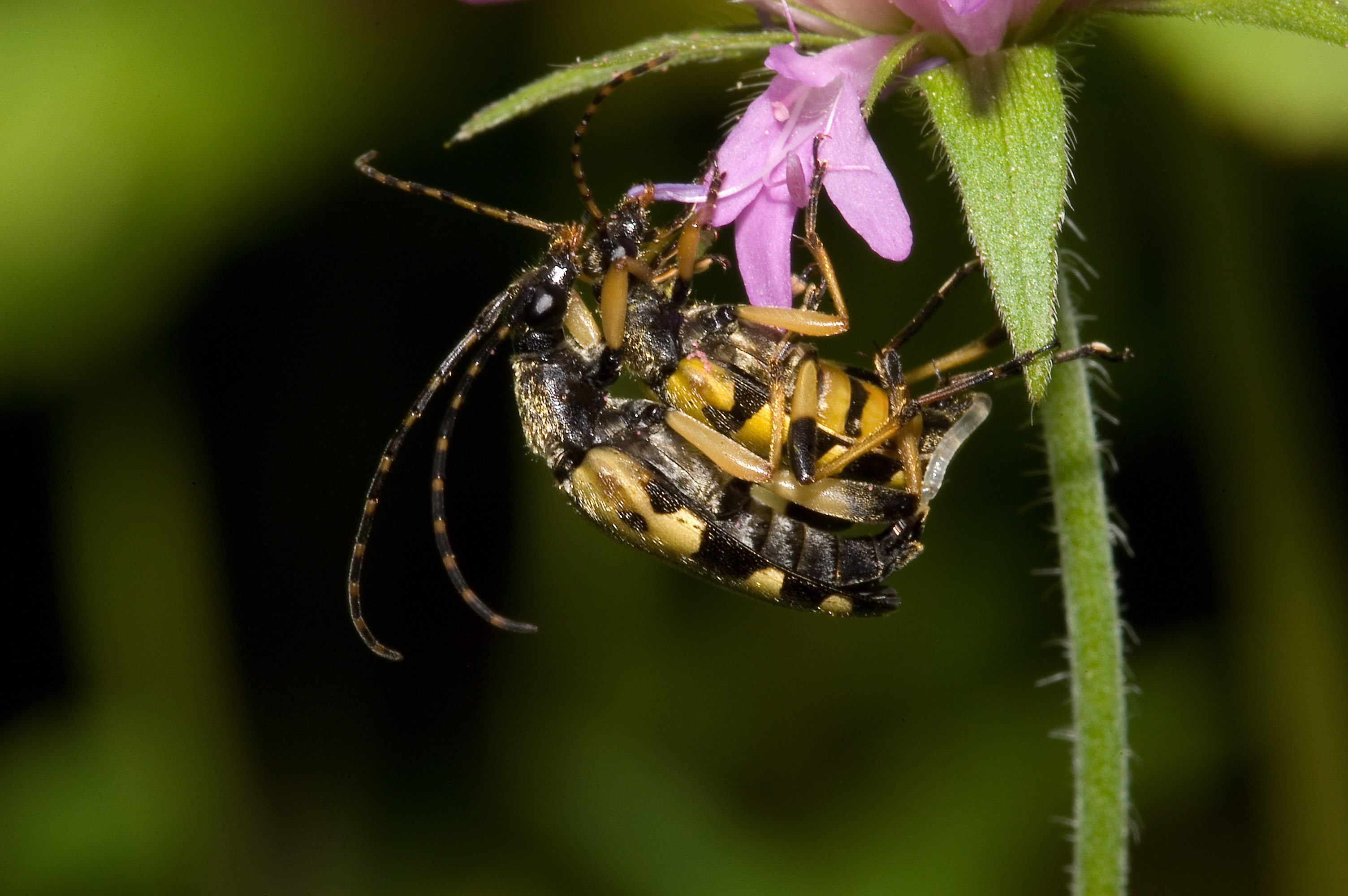
Gefleckte Schmalböcke bei der Paarung

Die Paarung (Kopula) der Käfer dauert unterschiedlich lange: von wenigen Sekunden, wie bei Hoplia coerulea, bis hin zu mehreren Stunden (bis zu 18), wie bei Marienkäfern (Coccinellidae). Dabei sind die Paare entweder nur sehr locker verbunden und trennen sich leicht bei einer Störung, oder sie krallen sich sehr fest aneinander und können ohne das Verletzen der Tiere nicht getrennt werden. Beim Geschlechtsakt drückt das Männchen mit dem Penis die Sternite am Hinterleib des Weibchens auseinander, unter denen sich die Geschlechtsöffnung befindet. Danach dringt das Männchen ein und es werden die Samen durch Spermatophoren übertragen. Nach der Paarung löst sich das Männchen entweder mit den Hinterbeinen oder durch seitliches Abrollen vom Weibchen. Zwar genügt eine Paarung, um das Weibchen dauerhaft zu befruchten, doch werden bei manchen Arten, wie etwa vielen Marienkäfern, bis zu 20 weitere Paarungen vollzogen (Promiskuität). Dadurch, dass diese Käfer dann viele verschiedene Geschlechtspartner haben, ist die Gefahr der Übertragung von Geschlechtskrankheiten, die zur Unfruchtbarkeit führen, groß. Bei den meisten Arten werden die Spermien vom Weibchen in einer Spermatheca (Receptaculum seminis) aufbewahrt. Die Eier müssen nicht gleich mit dem Sperma befruchtet werden. Dieses kann, wie auch bei einigen anderen Insekten, lange Zeit im Samenbehälter aufgehoben werden, bevor es eingesetzt wird. Sind die Eier einmal befruchtet, legt sie das Weibchen ab. Bei den Schwarzen Kugelmarienkäfern (Stethorus punctillum) beispielsweise fehlt die Spermatheca allerdings, weswegen über die gesamte fruchtbare Zeit neue Partner zur weiteren Befruchtung notwendig sind.
Nur eine Art der Käfer, Micromalthus debilis aus der Familie der Micromalthidae, kann sich auch ungeschlechtlich (pädogen) fortpflanzen.

### Ei, Eiablage und Brutfürsorge

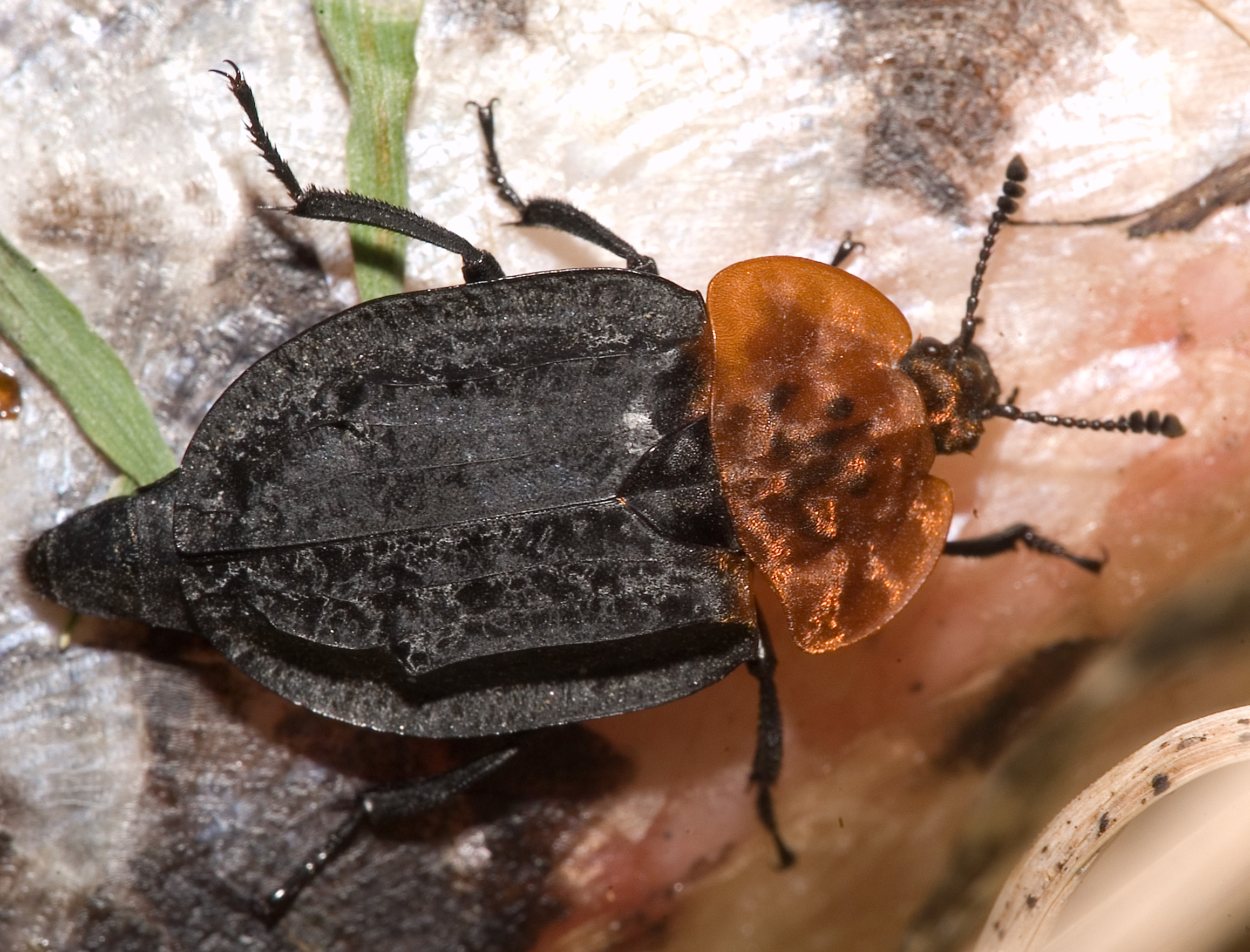
Eine Rothalsige Silphe sucht einen geeigneten Eiablageplatz auf einem toten Fisch

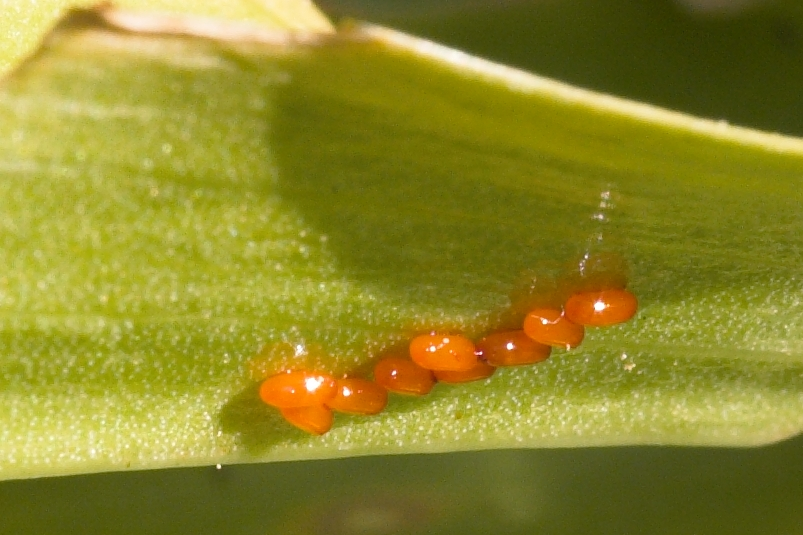
Eier eines Lilienhähnchens, die auf der geeigneten Nahrungspflanze abgelegt wurden

Die Eier der Käfer sind im Vergleich zur Größe der ausgewachsenen Tiere eher klein. Einzeln sind sie sehr schwer zu entdecken; da sie aber meistens in Gruppen beziehungsweise in Spiegeln nebeneinanderliegend abgelegt werden und zum Teil auffallend gefärbt sind, fallen solche Gelege schon eher auf. Die Gestalt der Eier ist sehr vielseitig, es gibt runde, ovale, walzen-, wurst-, spindel- und kegelförmige Eier. Sie sind meist weiß oder hell gefärbt, es gibt aber auch zahlreiche andere Farben; so sind die Eier der meisten Marienkäferarten (Coccinellidae) gelb bis orange gefärbt. Gelegt werden je nach Art einige wenige bis zu weit über tausend Eier, wobei diese einzeln oder in unterschiedlich großen Gelegen gelegt werden.
Die Brutfürsorge ist bei den verschiedenen Käferfamilien äußerst unterschiedlich. Meistens endet die Brutfürsorge damit, dass die Eier dort platziert werden, wo die daraus schlüpfenden Larven Futter vorfinden. Entweder werden sie auf den entsprechenden Futterpflanzen abgelegt oder in der Nähe zur Larvennahrung platziert, etwa Marienkäfereier an Blattlauskolonien. Im einfachsten Fall ernähren sich Käfer und Larven ohnehin gleich und die Weibchen müssen nicht nach geeigneten Futterquellen für ihre Larven suchen. In der nächst schwierigeren Ebene, in der sich die beiden Stadien unterschiedlich ernähren, müssen die Weibchen gezielt zum Beispiel Holz bestimmter Futterbäume aussuchen, obwohl sie sich selber vielleicht von Pollen ernähren. Zusätzlich gibt es noch die Möglichkeit, dass die Weibchen ihre Eier verstecken, den Ablageplatz bearbeiten oder die Eier direkt mit Legebohrern in Pflanzen einstechen. Es kann etwa die Rinde angenagt werden, damit dann die Pflanze eine Galle bildet, von der sich die Larve ernährt, wie beim Kleinen Pappelbock (Saperda populnea). Andere Käfer, wie beispielsweise viele Blattroller (Attelabidae), schneiden Blätter zuerst an, um sie dann so zu falten, dass sich ihre Larven in diesen verwelkten Blattwickeln gut geschützt entwickeln können. Ähnlich gehen zahlreiche Arten der nahe verwandten Rüsselkäfer (Curculionidae) vor, die ihre Eier in Pflanzenteile und Früchte einstechen, in denen sich dann ihre Larven entwickeln. Es gibt auch Käfer, die andere Arten die Brutfürsorge erledigen lassen: Der Kuckucksrüssler (Lasiorhynchites sericeus) wartet, bis ein Eichenblattroller (Attelabus nitens) sein Blatt fertig gerollt hat und sticht dann sein Ei zusätzlich in die Blattrolle. Wasserkäfer (Hydrophilidae) bauen für ihre Eier kleine Schiffchen, die auf der Wasseroberfläche treiben, wobei diese sogar einen nach oben verlängerten „Schornstein“ haben, damit die Sauerstoffzufuhr auch dann gewährleistet ist, wenn die Kapsel unter Wasser gerät.

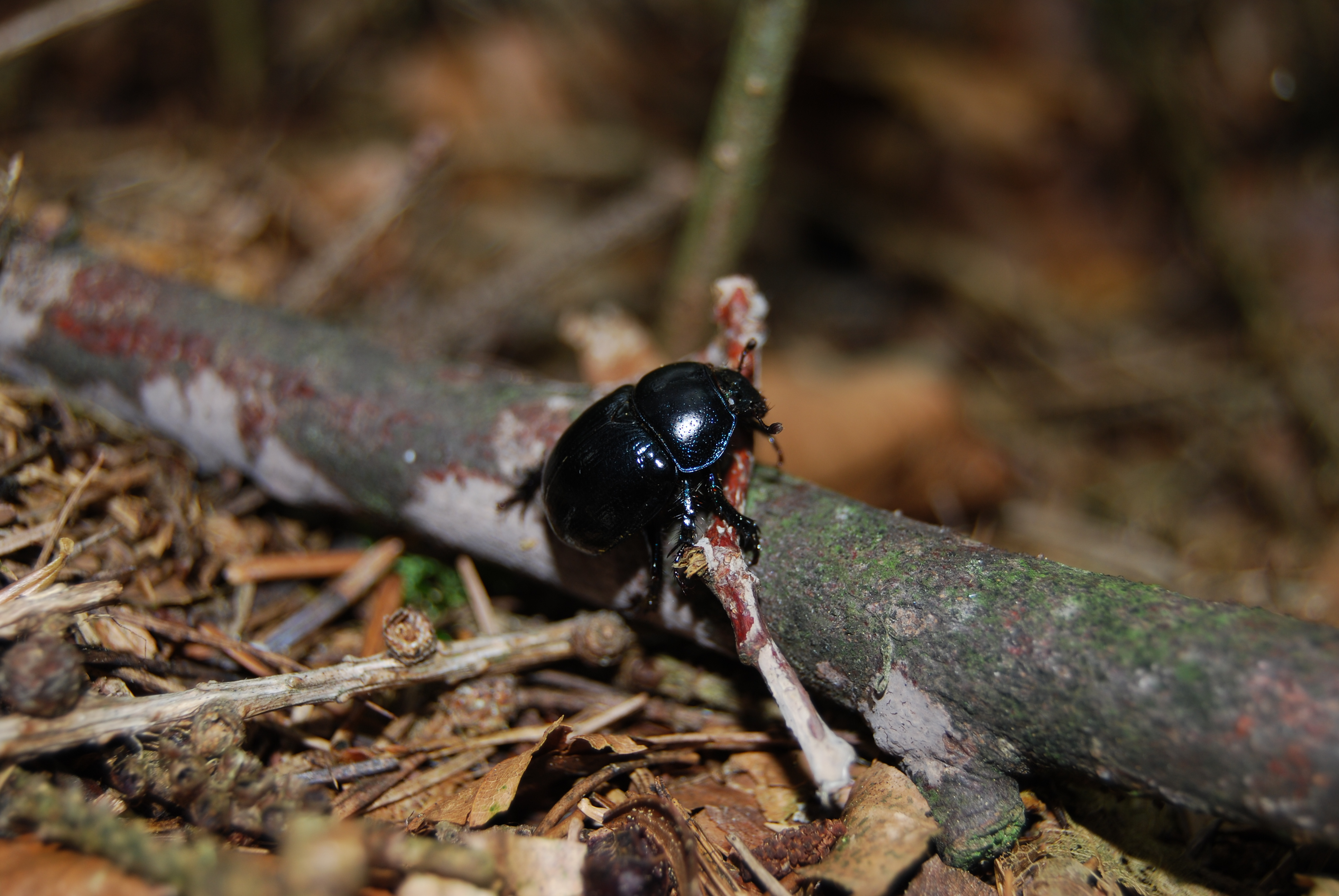
Gemeiner Mistkäfer (Geotrupes stercorarius)

Die Eiablage wird komplexer, wenn dazu Bauten angelegt werden. Zahlreiche Käfer, besonders Mistkäfer (Geotrupidae), bauen entweder direkt unter ihrer Nahrung (Kothaufen) im Erdreich ein unterschiedlich komplexes Gangsystem, in das sie dann Nahrung einbringen, wobei in jede Kammer ein Ei neben das Futter gelegt wird. Andere, wie etwa der Heilige Pillendreher (Scarabaeus sacer), rollen eine Kotkugel meterweit, bevor sie sie an geeigneter Stelle vergraben. Es gibt auch Käfer, die pflanzliches Material oder Algen in ihre Brutkammern schaffen. Besonders spektakulär gehen die Totengräber (Nicrophorus spec.) vor. Sie graben ganze Kadaver von kleinen Vögeln oder Mäusen ein. Zusätzlich erbricht das Weibchen Darmsekret auf den Kadaver, damit sich dieser beginnt aufzulösen, und sie füttert ihre Larven sogar unmittelbar nach dem Schlupf. Bis zur Verpuppung wacht das Weibchen in der Brutkammer, verteidigt die Brut gegen Feinde und bessert Beschädigungen aus. Dieses Verhalten wird nicht mehr Brutfürsorge, sondern Brutpflege genannt, da die Käfer aktiv auch nach der Eiablage für ihre Larven sorgen.
Die einfachste Form der Brutpflege ist das Umhertragen der Eier. Die Weibchen der Art Helochares lividus, ein Vertreter der Wasserkäfer, tragen ihre Eier in einer Gespinsttasche unter dem Hinterleib, bis die Larven schlüpfen. Andere Käfer, wie die Linierten Holzbohrkäfer (Xyloterus lineatus), pflegen nicht ihre Brut, sondern indirekt deren Nahrung. Sie bohren ein Gangsystem in Holz, in das sie die Eier legen und züchten in diesen einen Ambrosiapilz, dessen Sporen sie in ihrem Magen umhertragen. Von diesen Pilzen ernähren sich die Larven. Die Eltern sorgen für die richtige Luftfeuchtigkeit und sortieren auch Bakterienherde und andere Schimmelpilze aus. Bemerkenswert ist der Aufwand an Pflege, den die Zuckerkäfer (Passalidae) betreiben. Diese Käfer leben staatenbildend und betreiben gemeinsame Brutpflege. Neben dem Füttern helfen sie ihren Larven auch beim Bau ihrer Puppenhüllen. Interessant leben auch die myrmekophilen Käferarten, deren Larven in Ameisenbauten aufwachsen. Unter ihnen gibt es solche, die nur durch einen von den Weibchen gebauten Kotpanzer überleben können, der sie vor den Ameisen schützt, andere, wie etwa der Große Büschelkäfer (Lomechusa strumosa), können aus Borstenbüscheln (Trichomen) ein spezielles Sekret (Exsudat) absondern, das die Ameisen fressen. Dieses Sekret ist aber keine Nahrung, sondern so etwas wie ein Genussmittel. Als Gegenleistung werden die Larven von den Ameisen gefüttert, wobei sie aber auch Ameisenbrut fressen.

### Merkmale und Lebensweise der Larve

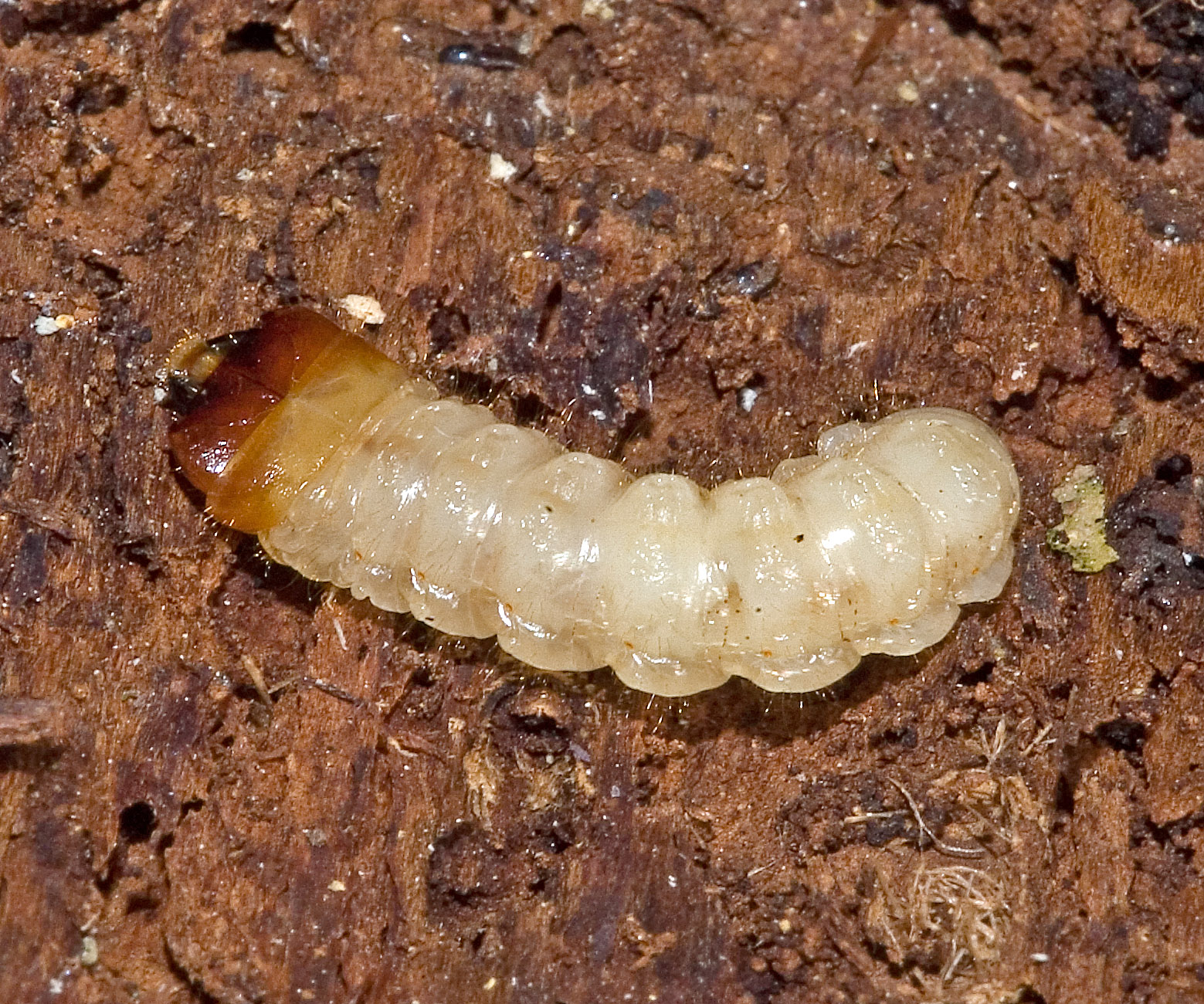
Larve des Schrotbocks

Die meisten Käferarten verbringen den Hauptteil ihres Lebens im Larvenstadium. Die Larven benötigen für ihre Entwicklung oft mehrere Jahre, die Imagines leben aber nur kurz und sterben schon bald nach der Paarung und Eiablage. Das Larvenstadium ist das einzige, in welchem der Käfer wächst, deswegen entscheiden die von den Larven vorgefundenen Bedingungen über die spätere Größe der adulten Käfer.
Die Larven unterscheiden sich in Bau und Lebensweise erheblich von den adulten Tieren. Genauso wie es auch die Imagines tun, leben die Larven in den unterschiedlichsten Lebensräumen und haben ein dementsprechend vielseitiges Aussehen und Verhalten, das jeweils als Anpassung an die Lebensart verstanden werden kann. Die meisten Larven haben einen langgestreckten und schlanken Körper und sind hell gefärbt. Sie haben wenig gegliederte Fühler und nur einfache Punktaugen (Ocelli). Sie haben entweder drei Beinpaare oder zu Stummeln verkümmerte oder überhaupt keine Beine. Ihr Körper ist nackt bis stark behaart. Das Nervensystem der Larven ist, anders als bei den Imagines, ein typisches Strickleiternervensystem.
Die Lebensweise der Larven ist oft ähnlich der der ausgewachsenen Tiere, so sind etwa bei den räuberisch lebenden Laufkäfern (Carabidae) die Larven ebenfalls räuberisch und haben dementsprechend gut ausgebildete Beine und Augen. Bei Pflanzenfressern wie etwa den Blattkäfern (Chrysomelidae) leben die Larven ebenfalls vegetarisch an Blättern und sind in der Gestalt Schmetterlingsraupen ähnlich. Es gibt aber auch Käfer, bei denen die Larven gefräßige Räuber, die Imagines hingegen harmlose Pflanzenfresser sind, zum Beispiel die Wasserkäfer (Hydrophilidae): Die Larven dieser Käfer leben unter Wasser und ernähren sich räuberisch, die erwachsenen Käfer sind nur teilweise Wassertiere. Larven, die sich von Holz ernähren und immer in ihren Fraßgängen leben, wie etwa die der Bockkäfer (Cerambycidae) oder der Prachtkäfer (Buprestidae), haben die Beine zurückgebildet, denn ihre Körperwülste sind für die Fortbewegung in den Gängen besser geeignet. Die Sklerotisierung des Körpers ist reduziert, da sie ja in ihren Fraßgängen geschützt sind, nur die Kiefer sind stark sklerotisiert, damit sie hartes Holz zerkleinern können. Einige Käfer, wie beispielsweise Ölkäfer (Meloidae) oder Werftkäfer (Lymexylidae), haben verschiedene Larventypen, die sich in Aussehen und Lebensweise voneinander unterscheiden (Hypermetamorphose).
Die Dauer der Larvalentwicklung ist stark von der Lebensweise abhängig. Stark von Feinden bedrohte Arten und solche, die auf Futter angewiesen sind, das nur kurzzeitig vorhanden ist, wie beispielsweise Aas, müssen sich rasch entwickeln. Larven, die beispielsweise geschützt in Holz leben und ausreichend Nahrung zur Verfügung haben, können sich mitunter sehr langsam entwickeln. Auch hängt die Dauer von der Qualität des Futters und von den Umweltbedingungen, wie etwa Temperaturen, ab. Der Hausbock (Hylotrupes bajulus) benötigt beispielsweise bei sehr altem und nährstoffarmem Holz bis zu 15 Jahre für seine Entwicklung.
Da die Außenhaut der Larven nicht wächst, müssen sie sich von Zeit zu Zeit häuten, um wachsen zu können. Die alte Haut platzt dann auf und die Larve kann mit ihrer neuen, dehnungsfähigen und größeren Haut, die sich bereits unter der alten gebildet hat, herauskriechen.

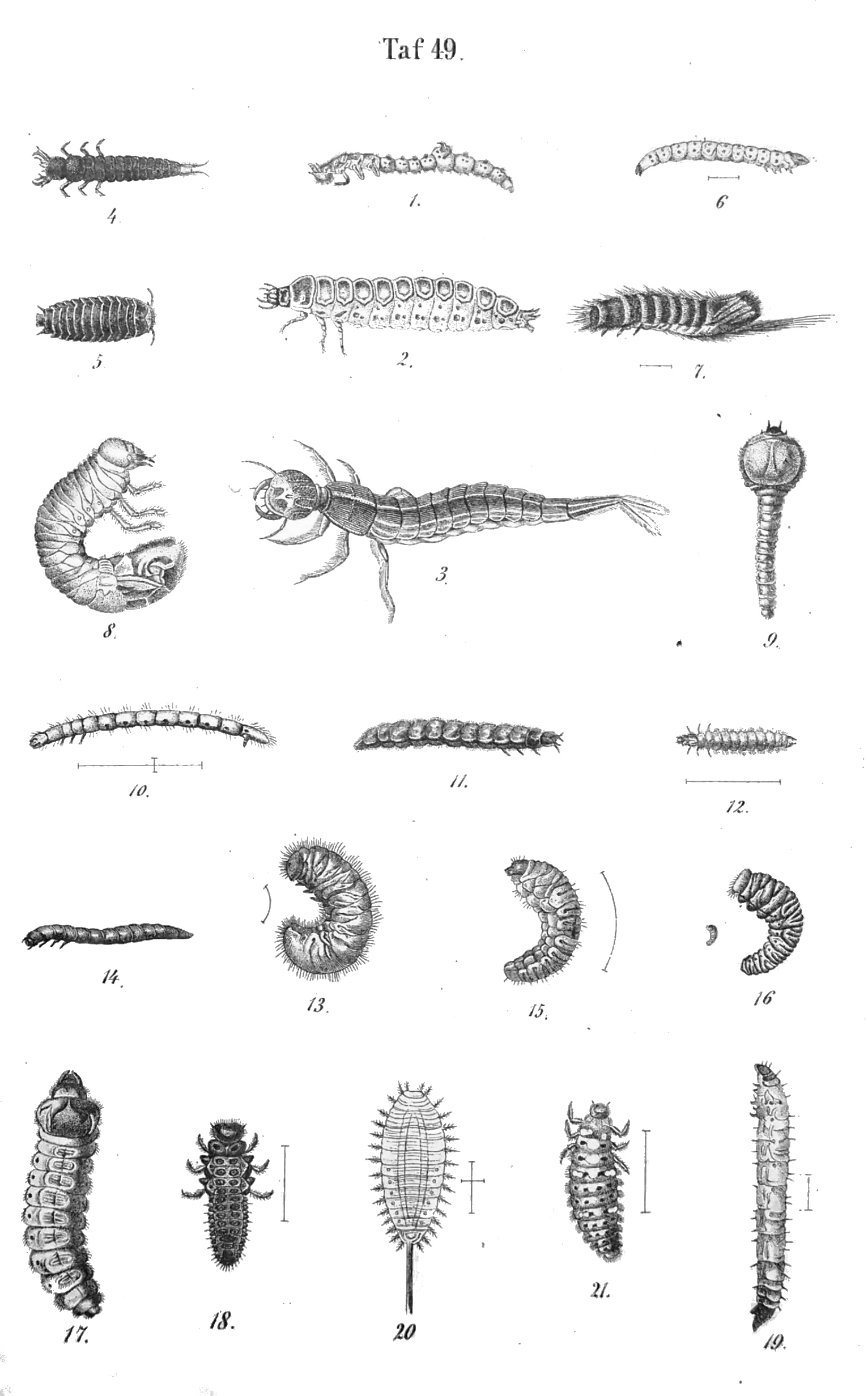
Larven der wichtigsten Käferfamilien

In nebenstehendem Bild sind die Larven der wichtigsten Käferfamilien abgebildet.
- Obere Reihe: (4) Kurzflügler, (1) Sandlaufkäfer, (6) Glanzkäfer
- 2. Reihe: (5) Aaskäfer, (2) Laufkäfer, (7) Speckkäfer
- 3. Reihe: (8) Blatthornkäfer, der Engerling, (3) Schwimmkäfer, (9) Prachtkäfer
- 4. Reihe: (10) Schnellkäfer, (Drahtwurm), (11) Weichkäfer, (12) Buntkäfer
- 5. Reihe: (14) Schwarzkäfer (Mehlwurm), (13) Diebskäfer, (15) Rüsselkäfer, (16) Bohrkäfer
- Letzte Reihe: (17) Bockkäfer, (18) Blattkäfer, (20) Schildkäfer, (21) Marienkäfer, (19) ebenfalls Blattkäfer

### Puppe und Schlupf
Um die Metamorphose von der Larve zur Imago zu vollführen, verpuppen sich die Tiere. Die Verpuppung erfolgt entweder im Larvallebensraum, beispielsweise bei den Bockkäfern im Holz, oder die Larven suchen geeignete Plätze zur Verpuppung außerhalb ihrer gewohnten Umgebung auf. Nahezu alle im Wasser lebenden Käferlarven verlassen beispielsweise die Gewässer, um sich an Land zu verpuppen. Am geeigneten Ort wird eine Puppenhülle aus Sand-, Erd-, Holz- oder Pflanzenteilen hergestellt. Innerhalb dieser Hülle verwandelt sich die Puppe durch die komplette Auflösung (Histolyse) ihres Körperinneren und den darauffolgenden Neuaufbau des fertigen Käfers. Überwiegend handelt es sich bei den Käfern um freie Puppen (Pupa libera), das heißt, dass die Körperanhänge wie Fühler-, Bein- und Flügelscheiden zu erkennen und nicht mit dem Körper verklebt sind, wie bei der Pupa obtecta. Beim Schlupf platzt die Puppenhülle auf, und der ausgewachsene Käfer kommt zum Vorschein. Nach dem Schlüpfen sind die Käfer noch weich und haben eine helle Körperfarbe. Erst nach einiger Zeit härtet der Panzer aus, und die Tiere erhalten ihre endgültige Färbung.

### Überwinterung

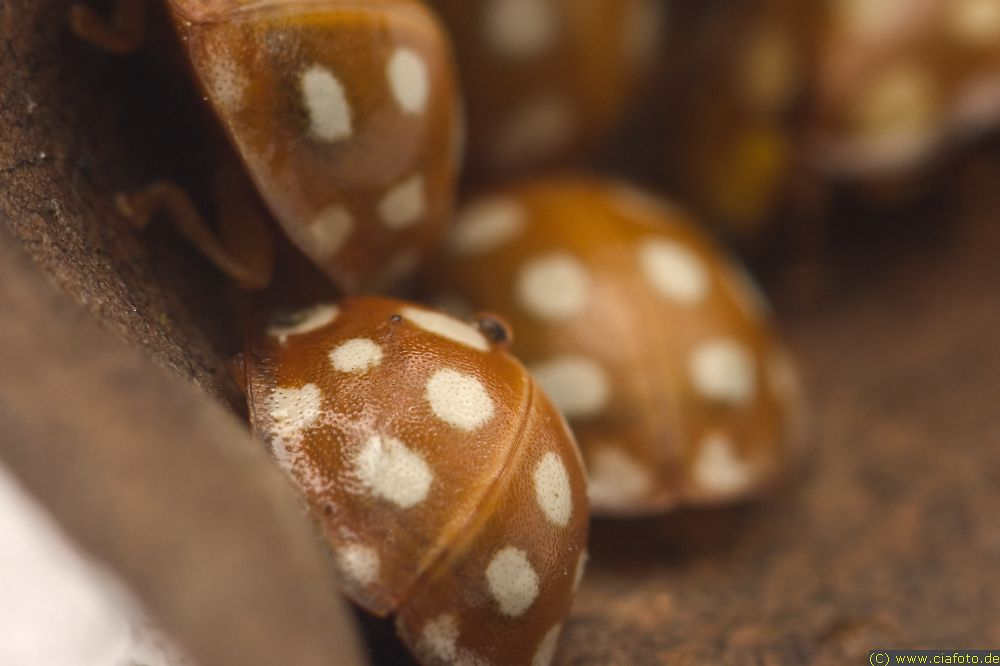
Viele Marienkäfer, wie etwa der Sechzehnfleckige Marienkäfer, überwintern in großen Gruppen

Die Käfer, die mit Jahreszeiten zu leben haben, überwintern in der Regel im Puppenstadium und schlüpfen erst im Frühling. Es gibt aber auch Arten, die als Imagines überwintern. Zahlreiche Marienkäfer gehören beispielsweise zu diesen und bilden dafür meist Aggregationen, die nicht selten Millionen von Individuen umfassen können. Wasserkäfer haben eine Art Frostschutzmittel in der Körperflüssigkeit, die dem Ethylenglycol ähnelt. Dadurch können manche Arten bis zu neun Monate im Eis eingefroren überleben. Vor ihrem Schlaf sammeln sie Fett, Lipoide und Glykogen in ihrem Körper an, um davon während des Ruhens zu zehren.

## Natürliche Feinde
Man kann die Feinde der Käfer in drei Gruppen einteilen. Als Erreger von Krankheiten sind bei Käfern Viren, Bakterien, Einzeller und Pilze bekannt. Die Krankheitsbilder können sehr verschieden sein und sind nur wenig erforscht. Teilweise werden die Krankheitserreger bereits zur biologischen Bekämpfung gewisser Arten eingesetzt. Zweitens werden alle Entwicklungsstadien, also Ei, Larve, Puppe und Imago, von zahlreichen Parasiten oder Parasitoiden befallen. Diese gehören hauptsächlich zu den Hautflüglern und unter diesen wiederum vor allem zu den Schlupfwespen. Häufig sind ebenfalls Raupenfliegen und Milben.
Zur dritten Gruppe gehören die Fressfeinde, zu denen insbesondere die Vögel gehören. Fast alle europäischen Vogelarten fressen zumindest gelegentlich Käfer. Weiterhin sind insektenfressende Säugetiere wie Maulwürfe, Igel, Spitzmäuse und für nachts fliegende Käfer auch die Fledermäuse zu nennen. Aber auch viele Reptilien, Amphibien und Fische fressen adulte Käfer oder Larven. Unter den Gliedertieren sind vor allem die Spinnen als Fressfeinde zu nennen, daneben auch zahlreiche räuberische Insekten, nicht zuletzt viele Käferarten selbst.

### Tarnung und Verteidigung

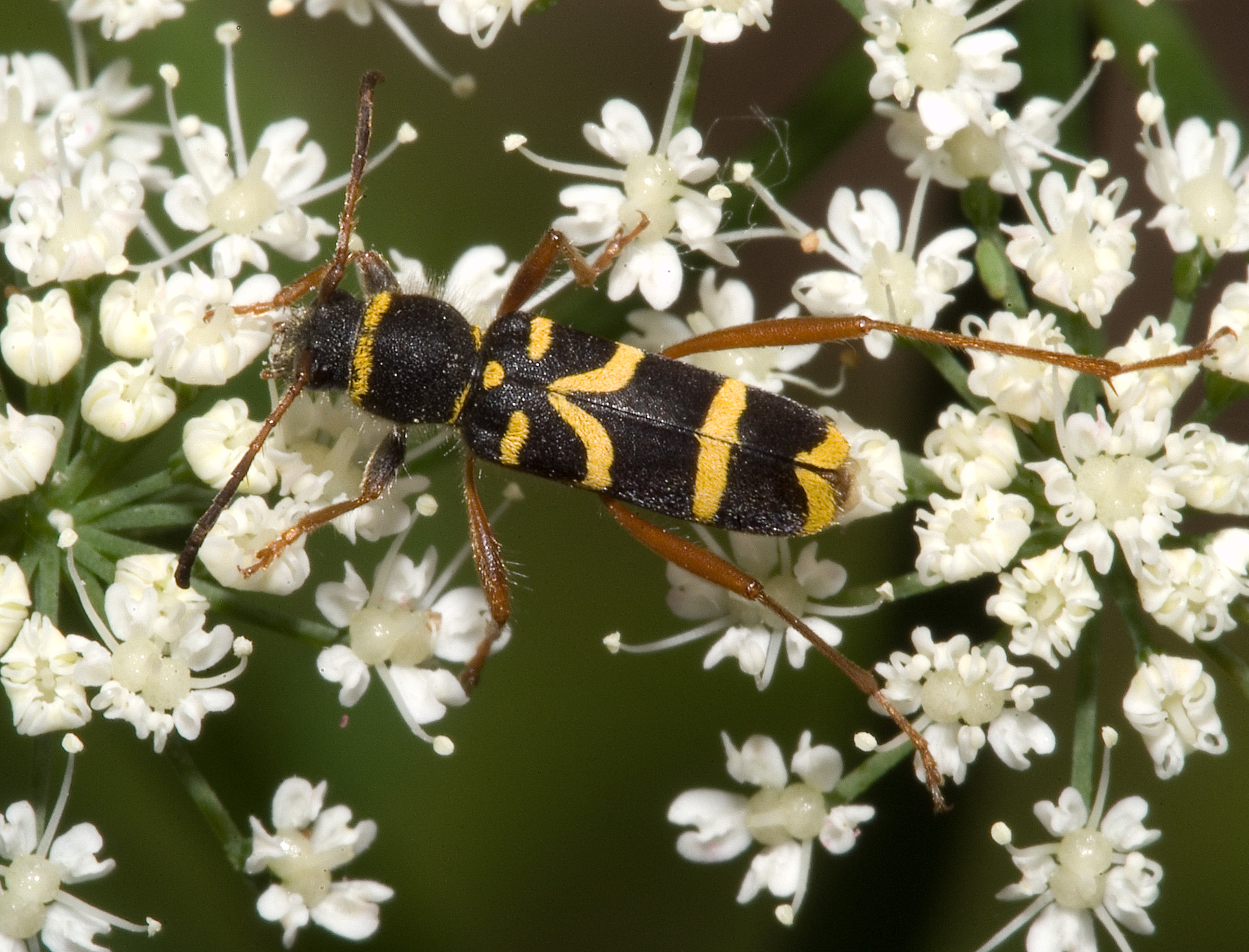
Echter Widderbock (Clytus arietis)

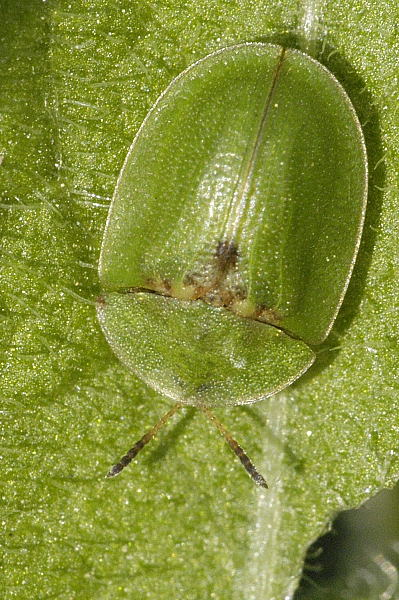
Gut getarnter Schildkäfer

Da Käfer und insbesondere ihre Larven in der Nahrungskette sehr weit unten stehen, haben sie im Laufe ihrer Entwicklung Methoden erfinden müssen, sich vor Angriffen ihrer Fressfeinde zu schützen. Je effektiver diese Methoden sind und je mehr Nachkommen überleben und ihrerseits wieder Nachkommen zeugen, desto geringer ist der Bedarf an vielen Nachkommen. Arten, die von Fressfeinden gemieden werden oder nur schwer entdeckt werden, legen deswegen in der Regel auch weniger Eier als solche, die einzig und allein auf ihre große Anzahl bauen können.
Der einfachste Schutz beginnt bei den passiven Fähigkeiten. Dazu gehört die Färbung. Viele Blattkäfer (Chrysomelidae) zum Beispiel haben eine grüne Färbung und sind in ihrem Lebensraum, dem Blattwerk, nur schwer zu entdecken. Andere Käfer sind sehr auffällig gefärbt und warnen potentielle Feinde durch Warnfarben vor ihrer Giftigkeit, wie etwa Marienkäfer (Coccinellidae), die giftige Alkaloide enthalten, oder aber sie imitieren giftige oder gefährliche Tiere (Mimikry), wie es etwa die Wespenböcke (Plagionotus) aus der Familie der Bockkäfer (Cerambycidae) machen, obwohl sie eigentlich harmlos sind. Neben diesen einfachen passiven Methoden haben manche Käferarten auch solche entwickelt, die einen darüber hinausgehenden Schutz gewährleisten. Manche Arten, insbesondere deren Larven, schützen sich, indem sie ihren Körper mit Kot, Staub und Erde bedecken, wie beispielsweise die Larven der Schildkäfer (Cassidinae), was so weit geht, dass zum Beispiel die Larven des Großen Büschelkäfers (Lomechusa strumosa), die in Ameisenbauten leben, ihre gesamte Entwicklung in einem Kotpanzer verbringen, in den sie sich zurückziehen können und aus dem sonst nur der Kopf hinaussieht. Die aktive Verteidigung beginnt mit dem Totstellen (Thanatose), wobei oft gleichzeitig durch das Reflexbluten ein Tropfen Hämolymphe ausgeschieden wird, der toxisch ist oder unangenehm riecht. Dadurch können beispielsweise Marienkäfer denjenigen Feinden entgehen, die sich von vermeintlich verwesenden Käfern abschrecken lassen. Schnellkäfer (Elateridae) besitzen einen Schnellmechanismus, der es ihnen ermöglicht, wie eine gespannte Feder loszuschnellen, womit sie Angreifer erschrecken können. Dieser Mechanismus hilft ihnen aber auch dabei, wieder auf die Beine zu kommen, sollten sie auf dem Rücken gelandet sein. Eine weitere Methode der Abwehr ist es, neben Zwicken und Beißen mit den Mandibeln, Verdauungssäfte zu spritzen. Viele Laufkäfer (Carabidae) bedienen sich dieser Methode. Zusätzlich können sie auch übel riechende Substanzen aussondern.
Die aggressivste Methode der Selbstverteidigung haben die Bombardierkäfer (Brachininae) entwickelt. Sie können reizende und übel riechende Gase mit enormem Druck aus zwei Röhren in ihrem Hinterleib Angreifern gezielt ins Gesicht stoßen. Die Käfer stellen den Sprengstoff durch das Mischen zweier sehr reaktiver Chemikalien (Hydrochinon und Wasserstoffperoxid) her. Bei einem Angriff fügen sie dem Gemenge in einer Explosionskammer die Enzyme Katalase und Peroxidase hinzu, um die Reaktion zu beschleunigen. Diese Katalysatoren setzen das Hydrochinon zu Chinon und das Wasserstoffperoxid zu Wasser und Sauerstoff um. Dabei kommt es zu einer heftigen chemischen Reaktion, bei der sowohl Wärme wie auch ein hoher Druck entsteht und ein ätzendes, etwa 100 °C heißes Gasgemisch mit einem Knall aus dem Hinterteil der Insekten auf den Angreifer schießt.

## Verbreitung und Lebensräume
Dass Käfer in einer ungeheuren Vielfalt auftreten, ist bereits ein Indiz dafür, dass sie sich an praktisch alle Lebensräume der Erde angepasst haben. Es gibt, abgesehen vom ewigen Eis der Antarktis, kein Gebiet, das sie nicht besiedelt haben, und mit Ausnahme der Ozeane keinen Lebensraum, der nicht von Käfern bewohnt wird. Zwar ist sämtliches Süßwasser von einer Vielzahl von Käferarten bewohnt, aber abgesehen von salzliebenden (halobionten) Käferarten, die Brackwasser, salzige Gegenden im Binnenland und die Meeresküsten besiedeln, gibt es im reinen Salzwasser keine Käfer. Nach ihrer Standortvorliebe werden Bodenkäfer charakterisiert.
Manche Käfer bewohnen auch die Nester und Bauten anderer Tiere. Neben den Arten, die in Nestern Überreste fressen, wie zum Beispiel einige Arten der Speckkäfer (Dermestidae), gibt es Käfer, die sich speziell an das Leben mit anderen Tieren angepasst haben. Dazu zählen insbesondere die myrmekophilen Arten wie die der Gattung Clytra aus der Familie Blattkäfer (Chrysomelidae), deren Larven in Ameisennestern leben. Einige wenige Arten leben ektoparasitisch, zum Beispiel Leptinus testaceus auf Mäusen und der „Biberfloh“ Platypsyllus castoris auf Bibern. Die Larven einiger Arten sind Parasitoide. Bei der Gattung Aleochara (Staphylinidae) entwickeln sie sich zum Beispiel in Puparien von Zweiflüglern der Gattung Cyclorrapha als Ektoparasitoide (innerhalb der Puparienhülle, aber außerhalb der Dipterenlarve).

## Systematik

### Externe Systematik
Innerhalb der Unterklasse Fluginsekten (Pterygota) sind die Käfer Bestandteil der Überordnung der Neuflügler (Neoptera). Von diesen spalten sich über die Eumetabola die holometabolen Insekten ab. Die holometabolen Insekten, auch Endopterygota genannt, teilen sich in der folgenden Ebene in die Gruppe der Netzflüglerartigen (Neuropterida) und Coleopteroida einerseits und in die Hautflügler (Hymenoptera) und Mecopteroida andererseits auf. Die Coleopteroida teilen sich weiter in Käfer (Coleoptera) und in Fächerflügler (Strepsiptera) auf, die mit den Käfern somit am nächsten verwandt sind. Ihre nächsten Verwandten sind die Kamelhalsfliegen (Raphidioptera), Großflügler (Megaloptera) und Netzflügler (Neuroptera) in der Gruppe der Netzflüglerartigen. Die Stellung der Strepsiptera im System ist sehr umstritten, für ein Schwesterngruppenverhältnis zu den Coleoptera gibt es sowohl Gegner als auch Befürworter unter den Taxonomen.
Daraus leitet sich folgendes Kladogramm ab:
|      | Kamelhalsfliegen (Raphidioptera)                                                       |
|      |                                                                                        |
| N.N. | \| \| Großflügler (Megaloptera) \| \| \| \| \| \| Netzflügler (Neuroptera) \| \| \| \| |
|      | \| \| Großflügler (Megaloptera) \| \| \| \| \| \| Netzflügler (Neuroptera) \| \| \| \| |
|      | Großflügler (Megaloptera)                                                              |
|      |                                                                                        |
|      | Netzflügler (Neuroptera)                                                               |
|      |                                                                                        |

|  | Großflügler (Megaloptera) |
|  |                           |
|  | Netzflügler (Neuroptera)  |
|  |                           |

|  | Käfer (Coleoptera)           |
|  |                              |
|  | Fächerflügler (Strepsiptera) |
|  |                              |

|      | Kamelhalsfliegen (Raphidioptera)                                                       |
|      |                                                                                        |
| N.N. | \| \| Großflügler (Megaloptera) \| \| \| \| \| \| Netzflügler (Neuroptera) \| \| \| \| |
|      | \| \| Großflügler (Megaloptera) \| \| \| \| \| \| Netzflügler (Neuroptera) \| \| \| \| |
|      | Großflügler (Megaloptera)                                                              |
|      |                                                                                        |
|      | Netzflügler (Neuroptera)                                                               |
|      |                                                                                        |

|  | Großflügler (Megaloptera) |
|  |                           |
|  | Netzflügler (Neuroptera)  |
|  |                           |

|  | Käfer (Coleoptera)           |
|  |                              |
|  | Fächerflügler (Strepsiptera) |
|  |                              |

|      | Kamelhalsfliegen (Raphidioptera)                                                       |
|      |                                                                                        |
| N.N. | \| \| Großflügler (Megaloptera) \| \| \| \| \| \| Netzflügler (Neuroptera) \| \| \| \| |
|      | \| \| Großflügler (Megaloptera) \| \| \| \| \| \| Netzflügler (Neuroptera) \| \| \| \| |
|      | Großflügler (Megaloptera)                                                              |
|      |                                                                                        |
|      | Netzflügler (Neuroptera)                                                               |
|      |                                                                                        |

|  | Großflügler (Megaloptera) |
|  |                           |
|  | Netzflügler (Neuroptera)  |
|  |                           |

|  | Käfer (Coleoptera)           |
|  |                              |
|  | Fächerflügler (Strepsiptera) |
|  |                              |

|      | Kamelhalsfliegen (Raphidioptera)                                                       |
|      |                                                                                        |
| N.N. | \| \| Großflügler (Megaloptera) \| \| \| \| \| \| Netzflügler (Neuroptera) \| \| \| \| |
|      | \| \| Großflügler (Megaloptera) \| \| \| \| \| \| Netzflügler (Neuroptera) \| \| \| \| |
|      | Großflügler (Megaloptera)                                                              |
|      |                                                                                        |
|      | Netzflügler (Neuroptera)                                                               |
|      |                                                                                        |

|  | Großflügler (Megaloptera) |
|  |                           |
|  | Netzflügler (Neuroptera)  |
|  |                           |

|  | Käfer (Coleoptera)           |
|  |                              |
|  | Fächerflügler (Strepsiptera) |
|  |                              |

|      | Kamelhalsfliegen (Raphidioptera)                                                       |
|      |                                                                                        |
| N.N. | \| \| Großflügler (Megaloptera) \| \| \| \| \| \| Netzflügler (Neuroptera) \| \| \| \| |
|      | \| \| Großflügler (Megaloptera) \| \| \| \| \| \| Netzflügler (Neuroptera) \| \| \| \| |
|      | Großflügler (Megaloptera)                                                              |
|      |                                                                                        |
|      | Netzflügler (Neuroptera)                                                               |
|      |                                                                                        |

|  | Großflügler (Megaloptera) |
|  |                           |
|  | Netzflügler (Neuroptera)  |
|  |                           |

|  | Käfer (Coleoptera)           |
|  |                              |
|  | Fächerflügler (Strepsiptera) |
|  |                              |

|      | Kamelhalsfliegen (Raphidioptera)                                                       |
|      |                                                                                        |
| N.N. | \| \| Großflügler (Megaloptera) \| \| \| \| \| \| Netzflügler (Neuroptera) \| \| \| \| |
|      | \| \| Großflügler (Megaloptera) \| \| \| \| \| \| Netzflügler (Neuroptera) \| \| \| \| |
|      | Großflügler (Megaloptera)                                                              |
|      |                                                                                        |
|      | Netzflügler (Neuroptera)                                                               |
|      |                                                                                        |

|  | Großflügler (Megaloptera) |
|  |                           |
|  | Netzflügler (Neuroptera)  |
|  |                           |

|  | Käfer (Coleoptera)           |
|  |                              |
|  | Fächerflügler (Strepsiptera) |
|  |                              |

|      | Kamelhalsfliegen (Raphidioptera)                                                       |
|      |                                                                                        |
| N.N. | \| \| Großflügler (Megaloptera) \| \| \| \| \| \| Netzflügler (Neuroptera) \| \| \| \| |
|      | \| \| Großflügler (Megaloptera) \| \| \| \| \| \| Netzflügler (Neuroptera) \| \| \| \| |
|      | Großflügler (Megaloptera)                                                              |
|      |                                                                                        |
|      | Netzflügler (Neuroptera)                                                               |
|      |                                                                                        |

|  | Großflügler (Megaloptera) |
|  |                           |
|  | Netzflügler (Neuroptera)  |
|  |                           |

|  | Käfer (Coleoptera)           |
|  |                              |
|  | Fächerflügler (Strepsiptera) |
|  |                              |

|      | Kamelhalsfliegen (Raphidioptera)                                                       |
|      |                                                                                        |
| N.N. | \| \| Großflügler (Megaloptera) \| \| \| \| \| \| Netzflügler (Neuroptera) \| \| \| \| |
|      | \| \| Großflügler (Megaloptera) \| \| \| \| \| \| Netzflügler (Neuroptera) \| \| \| \| |
|      | Großflügler (Megaloptera)                                                              |
|      |                                                                                        |
|      | Netzflügler (Neuroptera)                                                               |
|      |                                                                                        |

|  | Großflügler (Megaloptera) |
|  |                           |
|  | Netzflügler (Neuroptera)  |
|  |                           |

|  | Käfer (Coleoptera)           |
|  |                              |
|  | Fächerflügler (Strepsiptera) |
|  |                              |

|      | Kamelhalsfliegen (Raphidioptera)                                                       |
|      |                                                                                        |
| N.N. | \| \| Großflügler (Megaloptera) \| \| \| \| \| \| Netzflügler (Neuroptera) \| \| \| \| |
|      | \| \| Großflügler (Megaloptera) \| \| \| \| \| \| Netzflügler (Neuroptera) \| \| \| \| |
|      | Großflügler (Megaloptera)                                                              |
|      |                                                                                        |
|      | Netzflügler (Neuroptera)                                                               |
|      |                                                                                        |

|  | Großflügler (Megaloptera) |
|  |                           |
|  | Netzflügler (Neuroptera)  |
|  |                           |

|  | Käfer (Coleoptera)           |
|  |                              |
|  | Fächerflügler (Strepsiptera) |
|  |                              |

|      | Kamelhalsfliegen (Raphidioptera)                                                       |
|      |                                                                                        |
| N.N. | \| \| Großflügler (Megaloptera) \| \| \| \| \| \| Netzflügler (Neuroptera) \| \| \| \| |
|      | \| \| Großflügler (Megaloptera) \| \| \| \| \| \| Netzflügler (Neuroptera) \| \| \| \| |
|      | Großflügler (Megaloptera)                                                              |
|      |                                                                                        |
|      | Netzflügler (Neuroptera)                                                               |
|      |                                                                                        |

|  | Großflügler (Megaloptera) |
|  |                           |
|  | Netzflügler (Neuroptera)  |
|  |                           |

|  | Käfer (Coleoptera)           |
|  |                              |
|  | Fächerflügler (Strepsiptera) |
|  |                              |

|      | Kamelhalsfliegen (Raphidioptera)                                                       |
|      |                                                                                        |
| N.N. | \| \| Großflügler (Megaloptera) \| \| \| \| \| \| Netzflügler (Neuroptera) \| \| \| \| |
|      | \| \| Großflügler (Megaloptera) \| \| \| \| \| \| Netzflügler (Neuroptera) \| \| \| \| |
|      | Großflügler (Megaloptera)                                                              |
|      |                                                                                        |
|      | Netzflügler (Neuroptera)                                                               |
|      |                                                                                        |

|  | Großflügler (Megaloptera) |
|  |                           |
|  | Netzflügler (Neuroptera)  |
|  |                           |

|  | Käfer (Coleoptera)           |
|  |                              |
|  | Fächerflügler (Strepsiptera) |
|  |                              |

|      | Kamelhalsfliegen (Raphidioptera)                                                       |
|      |                                                                                        |
| N.N. | \| \| Großflügler (Megaloptera) \| \| \| \| \| \| Netzflügler (Neuroptera) \| \| \| \| |
|      | \| \| Großflügler (Megaloptera) \| \| \| \| \| \| Netzflügler (Neuroptera) \| \| \| \| |
|      | Großflügler (Megaloptera)                                                              |
|      |                                                                                        |
|      | Netzflügler (Neuroptera)                                                               |
|      |                                                                                        |

|  | Großflügler (Megaloptera) |
|  |                           |
|  | Netzflügler (Neuroptera)  |
|  |                           |

|  | Käfer (Coleoptera)           |
|  |                              |
|  | Fächerflügler (Strepsiptera) |
|  |                              |

|      | Kamelhalsfliegen (Raphidioptera)                                                       |
|      |                                                                                        |
| N.N. | \| \| Großflügler (Megaloptera) \| \| \| \| \| \| Netzflügler (Neuroptera) \| \| \| \| |
|      | \| \| Großflügler (Megaloptera) \| \| \| \| \| \| Netzflügler (Neuroptera) \| \| \| \| |
|      | Großflügler (Megaloptera)                                                              |
|      |                                                                                        |
|      | Netzflügler (Neuroptera)                                                               |
|      |                                                                                        |

|  | Großflügler (Megaloptera) |
|  |                           |
|  | Netzflügler (Neuroptera)  |
|  |                           |

|  | Käfer (Coleoptera)           |
|  |                              |
|  | Fächerflügler (Strepsiptera) |
|  |                              |

|      | Kamelhalsfliegen (Raphidioptera)                                                       |
|      |                                                                                        |
| N.N. | \| \| Großflügler (Megaloptera) \| \| \| \| \| \| Netzflügler (Neuroptera) \| \| \| \| |
|      | \| \| Großflügler (Megaloptera) \| \| \| \| \| \| Netzflügler (Neuroptera) \| \| \| \| |
|      | Großflügler (Megaloptera)                                                              |
|      |                                                                                        |
|      | Netzflügler (Neuroptera)                                                               |
|      |                                                                                        |

|  | Großflügler (Megaloptera) |
|  |                           |
|  | Netzflügler (Neuroptera)  |
|  |                           |

|  | Käfer (Coleoptera)           |
|  |                              |
|  | Fächerflügler (Strepsiptera) |
|  |                              |

|      | Kamelhalsfliegen (Raphidioptera)                                                       |
|      |                                                                                        |
| N.N. | \| \| Großflügler (Megaloptera) \| \| \| \| \| \| Netzflügler (Neuroptera) \| \| \| \| |
|      | \| \| Großflügler (Megaloptera) \| \| \| \| \| \| Netzflügler (Neuroptera) \| \| \| \| |
|      | Großflügler (Megaloptera)                                                              |
|      |                                                                                        |
|      | Netzflügler (Neuroptera)                                                               |
|      |                                                                                        |

|  | Großflügler (Megaloptera) |
|  |                           |
|  | Netzflügler (Neuroptera)  |
|  |                           |

|  | Käfer (Coleoptera)           |
|  |                              |
|  | Fächerflügler (Strepsiptera) |
|  |                              |

|      | Kamelhalsfliegen (Raphidioptera)                                                       |
|      |                                                                                        |
| N.N. | \| \| Großflügler (Megaloptera) \| \| \| \| \| \| Netzflügler (Neuroptera) \| \| \| \| |
|      | \| \| Großflügler (Megaloptera) \| \| \| \| \| \| Netzflügler (Neuroptera) \| \| \| \| |
|      | Großflügler (Megaloptera)                                                              |
|      |                                                                                        |
|      | Netzflügler (Neuroptera)                                                               |
|      |                                                                                        |

|  | Großflügler (Megaloptera) |
|  |                           |
|  | Netzflügler (Neuroptera)  |
|  |                           |

|  | Käfer (Coleoptera)           |
|  |                              |
|  | Fächerflügler (Strepsiptera) |
|  |                              |

### Interne Systematik

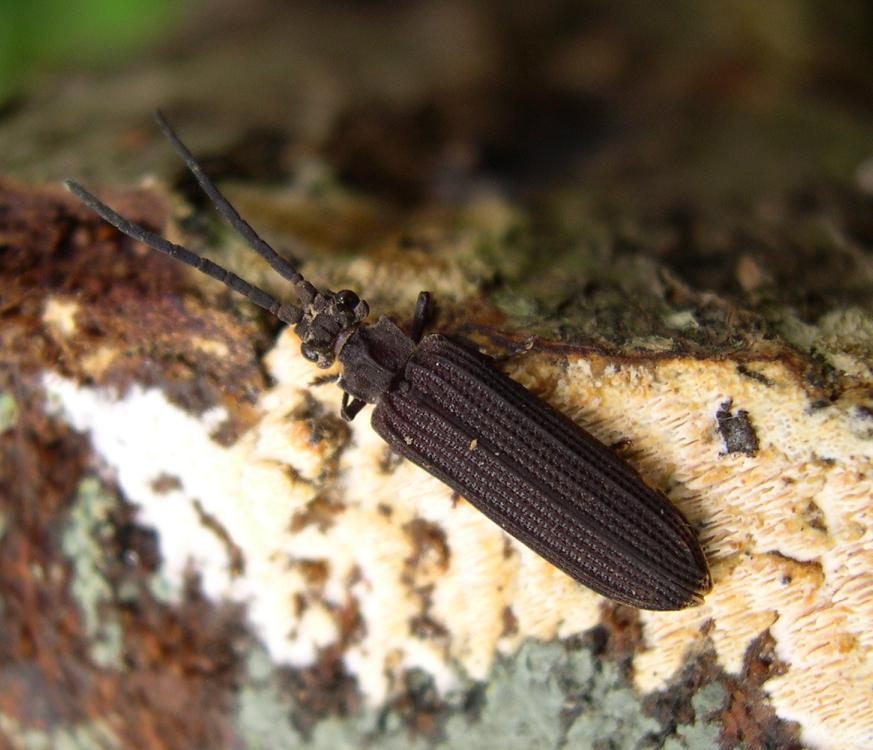
Tenomerga mucida als Vertreter der Archostemata gehört zu den ursprünglichsten Käferarten

Die Anzahl der Familien schwankt je nach Autor beträchtlich und die klassische Systematik der Käfer wird deshalb sehr uneinheitlich dargestellt.
Mit über 350.000 Arten in 179 Familien stellen sie die größte Ordnung aus der Klasse der Insekten dar und werden in vier Unterordnungen eingeteilt. Untersuchungen auf Basis von DNA-Sequenzierungen haben die Abgrenzung der Unterordnungen bestätigt. Im Folgenden sind nur die Unterordnungen aufgeführt, eine ausführlichere Darstellung bis zur Familienebene findet sich im Artikel Systematik der Käfer.
- Unterordnung Archostemata
- Unterordnung Myxophaga
- Unterordnung Adephaga
- Unterordnung Polyphaga

Zur Gruppe der Archostemata werden fünf Familien gerechnet, die etwa 50 vorwiegend in tropischen und subtropischen Regionen vorkommende Arten enthalten. Sie stehen in einem Schwestergruppenverhältnis zu den anderen drei Unterordnungen und stellen eine sehr alte Linie der Käfer mit primitiven Besonderheiten dar, die in ihrer Morphologie den ersten Käfern, die vor ca. 250 Millionen Jahren erstmals auftraten, sehr ähnelt. Sie haben nur fünf Hinterleibssternite und ihnen fehlen auch die cervicalen Sklerite zwischen Kopf und Prothorax und die äußeren Pleuren (seitliche Chitinplatten) des Prothorax. Die Hüften (Coxa) ihrer Hinterbeine sind beweglich und die Schenkelringe (Trochanter) sind normalerweise gut sichtbar. Ihre Flügel falten sie aber ebenso wie die Arten der Myxophaga und Adephaga. Sie unterscheiden sich von den Myxophaga auch dadurch, dass die Tarsen mit den Prätarsen nicht verwachsen sind.
Die Käfer der Unterordnung Myxophaga (94 Arten) leben unter Wasser und haben alle gemeinsam, dass ihre Tarsen und Prätarsen miteinander verwachsen sind. Die dreigliedrigen Fühler der Larven, deren fünfsegmentige Beine, an deren letzten Tarsengliedern sich nur eine Kralle befindet, und das Zusammenwachsen von Trochantin, Pleuren und den abdominalen Ventriten der Imagines würden auf ein Schwestergruppenverhältnis zwischen den Myxophaga und den Polyphaga deuten. Die Flügeladerung und die Faltung der Flügel sprechen andererseits aber für ein Schwestergruppenverhältnis zwischen Myxophaga und Adephaga.
Die Adephaga beinhalten als zweitgrößte Unterordnung mit 14 Familien bereits eine große Vielfalt von Arten (ca. 37.000). Diese Gruppe ist ebenfalls sehr alt und kann bis in die frühe Trias vor ungefähr 240 Millionen Jahren zurückdatiert werden. Dabei handelt es sich um zum Teil stark spezialisierte Arten. Von ihnen gibt es fossile Funde sowohl von an Land als auch von im Wasser lebenden Arten. Die Larven der Adephaga sind auf die Aufnahme von flüssiger Nahrung angepasst, sie haben ein verwachsenes Labrum und keine Schneideflächen (Molae) auf den Mandibeln. Bei den Imagines sind die Pleuren (seitlichen Chitinplatten) des Thorax mit der oberen Seite des Pronotums nicht verwachsen und bilden deswegen eine Naht. Die Tiere haben auch sechs Sterna am Hinterleib, von denen die ersten drei miteinander verwachsen sind und durch die Coxae der Hinterbeine geteilt werden. Viele Arten weisen Verteidigungsdrüsen am Hinterleib auf. Man nahm an, dass die Adephaga im Schwestergruppenverhältnis zu den Myxophaga und Polyphaga stehen, neueste Erkenntnisse lassen aber darauf schließen, dass die Adephaga näher mit den Polyphaga verwandt sind.
Zur Unterordnung der Polyphaga gehören über 90 Prozent der Käferarten (mehr als 300.000 Arten). Bei den Imagines ist die Trennung der Pleura des Prothorax und der oberen Seite des Pronotums nicht zu erkennen, die Pleura ist aber mit dem Trochantin verwachsen. Daraus ergibt sich, dass eine Naht zwischen Notum und Sternum am Prothorax erkennbar ist; die anderen Unterordnungen haben zwei sichtbare Nähte zwischen Sternum und Pleurum bzw. zwischen Notum und Pleurum. Die cervicalen Sklerite zwischen Kopf und Prothorax sind vorhanden, die Coxae der Hinterbeine sind beweglich und teilen nicht das erste Ventrit, und die Flügelfaltung unterscheidet sich von der der anderen drei Unterordnungen. Bei den drei anderen Unterordnungen bilden sich durch Queradern Zellen zwischen Radialader und Cubitalader, zwischen denen die Medianader verläuft und sich aufspaltet. Bei den Polyphaga gibt es keine Zellbildung und maximal eine Querader zwischen Radius und der Mediane.
Die Verwandtschaftsverhältnisse der vier Unterordnungen lassen sich in folgendem Kladogramm veranschaulichen:
|      | Myxophaga                                              |
|      |                                                        |
| N.N. | \| \| Adephaga \| \| \| \| \| \| Polyphaga \| \| \| \| |
|      | \| \| Adephaga \| \| \| \| \| \| Polyphaga \| \| \| \| |
|      | Adephaga                                               |
|      |                                                        |
|      | Polyphaga                                              |
|      |                                                        |

|  | Adephaga  |
|  |           |
|  | Polyphaga |
|  |           |

|      | Myxophaga                                              |
|      |                                                        |
| N.N. | \| \| Adephaga \| \| \| \| \| \| Polyphaga \| \| \| \| |
|      | \| \| Adephaga \| \| \| \| \| \| Polyphaga \| \| \| \| |
|      | Adephaga                                               |
|      |                                                        |
|      | Polyphaga                                              |
|      |                                                        |

|  | Adephaga  |
|  |           |
|  | Polyphaga |
|  |           |

## Artenzahlen
Käfer sind die artenreichste Ordnung der Insekten, der (mit möglicher Ausnahme der Prokaryoten) artenreichsten Organismengruppe überhaupt. Die Zahl der beschriebenen Käferarten wird (je nach Quelle) recht übereinstimmend mit 350.000 bis 400.000 angegeben. Damit sind 20 % bis 25 % aller überhaupt bekannten biologischen Arten Käfer. Das vielleicht häufigste Zitat zur Artenvielfalt wird dem britischen Biologen J. B. S. Haldane zugeschrieben (wobei das Zitat heute wahrscheinlich berühmter ist als er):
„Es gibt eine Geschichte, möglicherweise apokryph, des ausgezeichneten britischen Biologen J. B. S. Haldane, der sich in Gesellschaft einer Gruppe Theologen wiederfand. Auf die Frage, was man wohl über die Natur des Schöpfers aus der Untersuchung seiner Schöpfung schließen könne, soll er geantwortet haben: Eine unangemessene Vorliebe für Käfer.“
Die artenreichsten Käferfamilien sind: Rüsselkäfer (Curculionidae): 51.000 Arten (Überfamilie Curculionidea 62.000 Arten), Kurzflügelkäfer (Staphylinidae): 48.000 Arten, Laufkäfer (Carabidae): 40.000 Arten, Blattkäfer (Chrysomelidae): 40.000 Arten, Bockkäfer (Cerambycidae): 20.000 Arten, Prachtkäfer (Buprestidae): 14.000 Arten. Artenreichste aquatische Gruppe sind die Schwimmkäfer (Dytiscidae) mit gut 4000 Arten. Aus Deutschland sind, nach der Roten Liste von 1997, 6.537 Käferarten bekannt.
Die tatsächliche Artenzahl der Käfer ist unbekannt und Gegenstand heftiger wissenschaftlicher Kontroversen. Sicher ist, dass die weitaus meisten Käferarten in den Tropen leben, wobei die Neotropis (Südamerika) offensichtlich besonders artenreich ist. Viele Wissenschaftler halten Artenzahlen von bis zu 5 Millionen für durchaus realistisch, andere schätzen die Gesamtzahl nicht höher als 850.000. In einer berühmten Arbeit des amerikanischen Biologen Terry L. Erwin hat dieser durch Hochrechnung der Artenzahl, die er auf einer tropischen Baumart in Panama genauer untersucht hat, auf 7,5 Millionen Käferarten (und 30 Millionen baumlebender tropischer Arthropoden überhaupt) geschlossen. Viele Fachkollegen halten diese Schätzung für überhöht, auch wenn Erwin sie nach Untersuchungen im amazonischen Regenwald verteidigt. Eine aktuelle Schätzung im Jahr 2015, die mehrere Methoden miteinander verbindet, kommt auf eine globale Artenzahl von ca. 1,5 Millionen Käferarten.
Jährlich werden ca. 2.300 Käferarten tatsächlich neu beschrieben, weit überwiegend aus tropischen Regenwäldern.
Für die besonders hohe Artenzahl der Käfer gibt es keine allgemein akzeptierte wissenschaftliche Erklärung. Eine populäre Theorie erklärt sie als Ergebnis einer Koevolution mit den Blütenpflanzen, weil phytophage Gruppen in besonderer Weise zur Artenvielfalt beitragen. Der Zusammenhang wird aber vielfach bestritten. Sowohl den Fossilfunden nach als auch nach den Ergebnissen der DNA-Squenzierungen scheint die Aufspaltung (Radiation) der wesentlichen Käfergruppen vor derjenigen der Blütenpflanzen zu liegen.
Untersuchungen zur Artenzahl sind bereits bei den beschriebenen Arten mit vielen Schwierigkeiten behaftet. Eine unbekannte Anzahl beschriebener Arten (abgeschätzt vielleicht 20 %) sind in Wirklichkeit Synonyme, d. h. die Art wurde unter einem anderen Namen nochmals beschrieben. In einer abschätzenden Übersicht (nach taxonomischen Revisionen in Zoological Records) kommen Stork und Hine zu dem Ergebnis, dass 45 % der dort behandelten Arten nur von einer einzigen Stelle bekannt sind. Von 13 % ist überhaupt nur ein einziges Exemplar (in der Regel das Typusexemplar) bekannt.

## Mensch und Käfer
Innerhalb der Entomologie (Insektenkunde) wird die Lehre von den Käfern als Koleopterologie bezeichnet. Der weit überwiegende Teil der Käfer bleibt von Menschen mit Ausnahme der Koleopterologen unbeachtet. Nur wenige, durch ihre Größe oder Färbung auffällige Arten, wie zum Beispiel Maikäfer oder Marienkäfer, sind einer größeren Allgemeinheit bekannt. Die unauffälligeren Arten treten nur dann in das Licht der Öffentlichkeit, wenn sie im Leben der Menschen eine besondere Rolle spielen. Am häufigsten ist dies der Fall, wenn sie als Schädlinge, Lästlinge oder aber auch als Nützlinge auftreten.
Im Gegensatz zu anderen Insektengruppen spielen die Käfer als Parasiten des Menschen keine Rolle.

### Schädlinge

Der Große Eichenbock galt früher als Forstschädling und ist heute in Deutschland vom Aussterben bedroht

In der Landwirtschaft bieten die Lagerung bestimmter Nahrungsmittel oder in Monokulturen angebaute Nutzpflanzen gelegentlich gute Bedingungen für die Massenvermehrungen bestimmter Käferarten, so dass diese als Schädlinge betrachtet werden.
Insbesondere in Lagern finden einige Käferarten ausreichend Nahrung auf engstem Raum. Beispiele für Vorratsschädlinge vornehmlich in betrieblichen Vorratslagern sind Korn- und Reiskäfer, während die Larven des Mehlkäfers häufig auch in privaten Haushalten zu finden sind.
Als Agrarschädlinge sind unter anderem der Kartoffelkäfer, der Rapsglanzkäfer oder der Westliche Maiswurzelbohrer bekannt. Bei der Bekämpfung des Maiswurzelbohrers wurde in den letzten Jahren der Einsatz von transgenem Mais in den Medien kontrovers diskutiert.
Die aus Amerika stammenden Kartoffelkäfer und Maiswurzelbohrer sind gute Beispiele für Käferarten als Neozoen. Ihre biologische Invasion wurde durch die Einfuhr und den Anbau ihrer Futterpflanzen in Europa vorbereitet. Nachdem die Tiere folgten, fanden sie einen Lebensraum mit guten Nahrungsmöglichkeiten und ohne natürliche Feinde vor, was ihre Massenverbreitung erleichterte.
Ein Käfer, dessen Einwanderung noch verhindert werden soll, ist der Asiatische Laubholzbockkäfer (Anoplophora glabripennis). Der Käfer befällt zahlreiche Baumarten und bringt sie zum Absterben. Die ursprünglich aus Asien stammende Art hat sich in Teilen der Vereinigten Staaten bereits ausgebreitet und dort Schäden von etwa 150 Millionen US-Dollar angerichtet. Ähnliche Schäden werden auch in Europa befürchtet; deshalb wird der Käfer als Quarantäneschaderreger eingestuft. Sein Auftreten ist beim zuständigen Pflanzenschutzdienst meldepflichtig. Bei bisherigen Funden wurden in der Hoffnung, die Ausgangspopulationen ausrotten zu können, intensive Bekämpfungsmaßnahmen durchgeführt.
Der einheimische Hausbock (Hylotrupes bajulus) war früher ebenfalls in ganz Deutschland nach Bauordnungen meldepflichtig. Heute ist er dies nur noch in Sachsen und Thüringen. Die Larven des Käfers leben in verbautem Nadelholz, zum Beispiel in Dachstühlen. Wird der Befall zu spät erkannt, kann es zu Totalschäden kommen. Ebenfalls in totem Holz lebt der als Holzwurm bekannte Gemeine Nagekäfer (Anobium punctatum). Er kann als typischer Bewohner antiker Möbel betrachtet werden.
Zu den bedeutenden Schädlingen in lebendem Holz gehören die Borkenkäfer. In Deutschland am bekanntesten ist der Buchdrucker (Ips typographus), der insbesondere in forstlich angelegten Fichtenwäldern hohe Schäden anrichten kann. Aber auch in natürlichen Wäldern sind Borkenkäfer gefährlich. So hat der ebenfalls nur fünf Millimeter große Bergkiefernkäfer (Dendroctonus ponderosae) im Westen Kanadas in den letzten Jahren über 13 Millionen Hektar Wald zerstört (zum Vergleich: die Waldfläche der Bundesrepublik Deutschland beträgt etwa 11 Millionen Hektar). Neben dem hohen materiellen Schaden wird bei Waldzerstörungen dieses Ausmaßes sogar eine Auswirkung auf die Klimaerwärmung befürchtet.
Einige Käferarten, wie etwa der Große Eichenbock (Cerambyx cerdo), traten früher regional als Forstschädlinge auf, sind heute aber vom Aussterben bedroht.

### Nützlinge

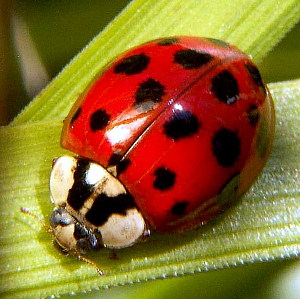
Der Asiatische Marienkäfer wurde in vielen Teilen der Erde zur biologischen Schädlingsbekämpfung angesiedelt

Abgesehen davon, dass viele Käfer eine wichtige Rolle im Naturhaushalt haben, profitiert auch der Mensch von manchen Arten. Zu den wichtigsten dieser Arten zählen räuberisch lebende Käfer, wie beispielsweise Laufkäfer, Kurzflügler und insbesondere Marienkäfer, weil sie für den Menschen in der Land- und Forstwirtschaft schädliche Insekten, Milben und Schnecken vertilgen. Bestimmte Marienkäferarten werden gegen einige der bedeutendsten landwirtschaftlichen Schädlinge in Massen gezüchtet. Aber auch in Gärten sind diese blatt- und schildlausfressenden Käfer nützlich. Manche Käferarten spielen zudem bei der Bestäubung von Pflanzen eine Rolle (Cantharophilie).
Im südlichen Afrika benutzen die San die Hämolymphe der Larven von Pfeilgiftkäfern, um ein Pfeilgift herzustellen. Die Giftpfeile werden sowohl zur Jagd als auch bei Stammeskriegen eingesetzt.

### Nahrung
Käfer, meist im Stadium der Engerlinge, stellen bei einigen Völkern Afrikas, Asiens, Süd- und Mittelamerikas eine teilweise wichtige Nahrungsquelle dar. In der Antike wurden einige Engerlinge (zum Beispiel des Hirschkäfers) auch in Europa als Delikatesse verzehrt.
Bis Mitte des 20. Jahrhunderts kannte man in Deutschland und Frankreich eine Maikäfersuppe. Im Magazin für Staatsarzneikunde von 1844 empfahl der Medizinalrat Johann Schneider dieses geschmacklich an Krebssuppe erinnernde Gericht als „vortreffliches und kräftiges Nahrungsmittel“, für das 30 Käfer pro Person gefangen, gewaschen und im Mörser zerstoßen, dann in Butter gebraten und mit Brühe aufgekocht werden. Und er fügte hinzu, dass unter Studenten kandierte Maikäfer eine beliebte Nachspeise gewesen seien.

### Geschichte und Kunst

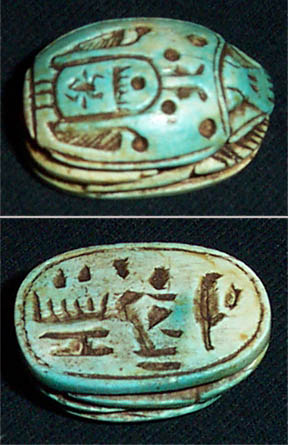
Ägyptisches Skarabäus-Amulett aus Steatit, etwa 550 v. Chr.

Den wohl ältesten Beleg einer Käferdarstellung, eventuell als Glückssymbol, bietet ein rund 20.000 Jahre alter, 1,5 Zentimeter großer, aus Mammutelfenbein geschnitzter Marienkäfer, der durch eine Bohrung wahrscheinlich mit einer Schnur um den Hals getragen wurde. Er wurde in Laugerie-Basse im Département Dordogne (Frankreich) gefunden.
In der Antike beschäftigten sich manche Naturforscher auch mit Käfern, obgleich ihre Betrachtung in weiten Teilen noch oberflächlich war. Aristoteles klassifizierte Käfer danach, ob sie ihre Flügel unter einer Decke verbergen können. Heute kann man etwa 112 Käferarten aus der antiken Überlieferung einigermaßen genau identifizieren. Auch die Entwicklung der Käfer in mehreren Stadien war zumindest für mehrere Arten bekannt. Wichtigste Gewährsmänner für die Beschreibung der Käfer waren neben Aristoteles Hesychios von Alexandria und der Römer Plinius der Ältere in seiner Naturgeschichte. Sie berichten unter anderem von Unterarten der Lauf-Käfer, Schwimm-Käfer, Kurzflügler, Leucht-Käfer, Bohr-Käfer, Pflaster-Käfer, Bock-Käfer, Rüssel-Käfer und Blatthorn-Käfer. Bei der letzten Gattung ist vor allem der Pillendreher zu nennen.
Der Pillendreher galt im Alten Ägypten als heilig und wurde dort Skarabäus genannt. Für die Ägypter war er ein Sinnbild des Chepre, eines aus sich selbst entstandenen Urwesens. Er war damit auch eine Versinnbildlichung des Sonnengottes Re; sein Verhalten, große Dungkugeln zu rollen, war ein Symbol für den Lauf der Sonne. Er ist bis heute in großer Zahl als zumeist steinerne Abbildung überliefert. Der Skarabäus war auch kunsthandwerklich ein häufiges Motiv. Er wurde als Teil von Amuletten, anderem Schmuck oder als Siegel verbildlicht. Besonders wichtig wurde er ab der 18. Dynastie, in der ein Anstieg in Produktion und Bedeutung vor allem der Siegel- und Amulettformen zu beobachten ist. Häufig wurden Skarabäen Mumien beigegeben. Wie diese wurden auch die Käfer dem Ritual der Mundöffnung unterzogen.
Auch in Aristophanes’ Komödie Der Frieden hat ein überdimensionaler Mistkäfer als Reittier des Helden Trygaios eine wahrhaft tragende Rolle.
Bis zum Aufkommen naturkundlicher Enzyklopädien im 13. Jahrhundert verringerte sich die Anzahl bekannter Käferarten auf etwa sieben, darunter Speckkäfer, Holzbohrkäfer, Mistkäfer (Skarabäen), Hirschkäfer, Leuchtkäfer. Die Mistkäfer wurden zu den für Weidevieh gefährlichen Cantharides gezählt. Dem Leuchtkäfer schrieb man eine antiaphrodisierende Wirkung zu.
In der Literatur des frühen 20. Jahrhunderts wählte Franz Kafka in der Erzählung Die Verwandlung für den Protagonisten Gregor Samsa die Gestalt eines Käfers (= Ungeziefer), um Samsas Scheitern in seiner Familie und in der Gesellschaft zu versinnbildlichen.
Manche Käfer haben auch heute noch besondere Bedeutung. Beispielsweise wird der Marienkäfer wegen seiner Nützlichkeit geschätzt und gilt als Glückssymbol. Deshalb ist er ein beliebtes Motiv auf Briefmarken, Glückwunschkarten und ähnlichem. Auch der Name Marienkäfer weist auf seine Bedeutung hin: Wegen ihrer Nützlichkeit in der biologischen Schädlingsbekämpfung glaubten die Bauern, dass die Käfer ein Geschenk der Maria (Mutter Jesu) seien und benannten sie nach dieser.

### Medizin

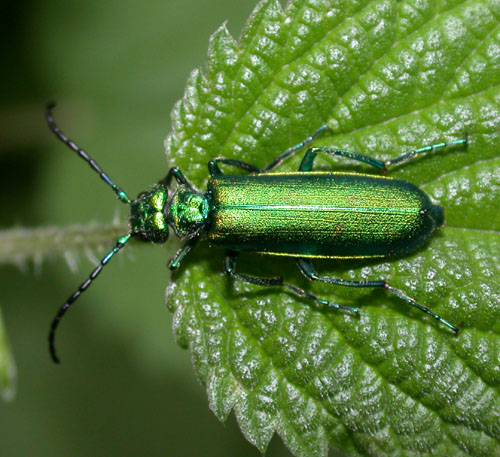
Spanische Fliege (Lytta vesicatoria)

Bekannt ist die medizinische Nutzung von Käfern oder deren Inhaltsstoffen, beispielsweise die Benutzung von Cantharidin für blasenziehende Pflaster, unter der Bezeichnung „Cantharis vesicatoria“ auch in Homöopathie und Tierhomöopathie. Eine Steigerung des sexuellen Verlangens durch Einnahme zermahlener Spanischer Fliegen (Lytta vesicatoria) ist nicht möglich.
Novid Beheshti und Andy Mcintosh von der Universität Leeds haben die gasdruckabhängigen Eingangs- und Ausgangsventile der Explosionskammer von Bombardierkäfern untersucht und den Vorgang dieser Flash-Verdampfung analysiert. Dabei konnten sowohl die Sprühdistanz als auch die Tröpfchengröße kontrolliert eingestellt werden, beides Faktoren, die bei der Verabreichung von Medikamenten durch Aerosolbildung eine wichtige Rolle spielen. Dadurch wird ein biologisch selektionierter Mechanismus für medizinische Applikationen interessant.

### Vivaristik
Käfer werden auch als Terrarientiere gehalten und gezüchtet. Es handelt sich dabei fast ausschließlich um exotische Vertreter der Rosen-, Riesen- und Hirschkäfer. In Ostasien (vor allem Japan, Korea und Taiwan) ist die Käferzucht deutlich weiter entwickelt als in Mitteleuropa.

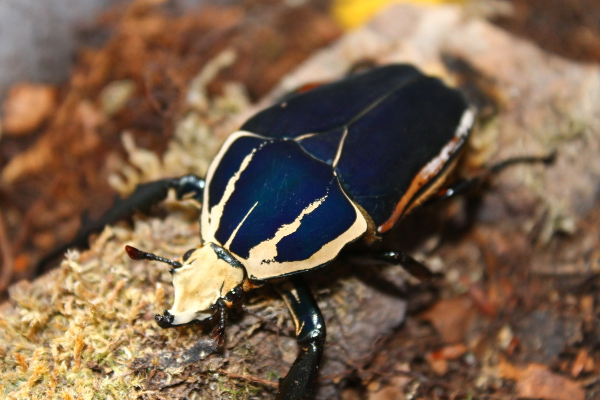
Mecynorhina torquata ugandensis – ein häufig gezüchteter Rosenkäfer